# Liga Ayacuchense de Fútbol
La Liga Ayacuchense de fútbol es una liga regional de fútbol con jurisdicción sobre el partido de Ayacucho en la Provincia de Buenos Aires, Argentina.
Tiene su sede en Sarmiento y 25 de Mayo de la ciudad de Ayacucho. Su fundación fue el 20 de mayo de 1932.
En la actualidad, la Liga Ayacuchense de Fútbol cuenta con cuatro clubes afiliados, los cuales están disputando las competencias oficiales organizadas por la Unión Regional Deportiva.

## Clubes registrados
| Club                                            | Ciudad   | Fundación            | Títulos LAF | Títulos INT | Títulos URD |
| ----------------------------------------------- | -------- | -------------------- | ----------- | ----------- | ----------- |
| Ateneo Cultural y Deportivo José Manuel Estrada | Ayacucho | 22 de abril de 1951  | 3           | 0           | 0           |
| Club Atlético Ayacucho                          | Ayacucho | 25 de junio de 1918  | 3           | 0           | 3           |
| Club Defensores Ayacucho                        | Ayacucho | 2 de junio de 1918   | 15          | 0           | 1           |
| Club Atlético Sarmiento                         | Ayacucho | 14 de agosto de 1922 | 25          | 2           | 1           |

## Tabla histórica de títulos[4][5]

### Liga Ayacuchense de Fútbol
| Año  | Campeón       |
| 1932 | Defensores    |
| 1933 | Defensores    |
| 1934 | Sin datos     |
| 1935 | Independiente |
| 1936 | Sin datos     |
| 1937 | Independiente |
| 1938 | Sin datos     |
| 1939 | Independiente |
| 1940 | Independiente |
| 1941 | Independiente |
| 1942 | Independiente |
| 1943 | Independiente |
| 1944 | Ferroviario   |
| 1945 | Defensores    |
| 1946 | Independiente |
| 1947 | Defensores    |
| 1948 | Independiente |
| 1949 | Defensores    |
| 1950 | Ferroviario   |
| 1951 | Defensores    |
| 1952 | Independiente |
| 1953 | Defensores    |
| 1954 | Defensores    |
| 1955 | Independiente |

| Año  | Campeón        |
| 1956 | Independiente  |
| 1957 | Independiente  |
| 1958 | Independiente  |
| 1959 | Independiente  |
| 1960 | Defensores     |
| 1961 | Sarmiento      |
| 1962 | Sarmiento      |
| 1963 | Sarmiento      |
| 1964 | Sarmiento      |
| 1965 | Sarmiento      |
| 1966 | Sarmiento      |
| 1967 | Sarmiento      |
| 1968 | Sarmiento      |
| 1969 | Sarmiento      |
| 1970 | Sarmiento      |
| 1971 | Sarmiento      |
| 1972 | Sarmiento      |
| 1973 | Sarmiento      |
| 1974 | Sarmiento      |
| 1975 | Sarmiento      |
| 1976 | Sarmiento      |
| 1977 | Juventud Unida |
| 1978 | Defensores     |
| 1979 | Sarmiento      |

| Año  | Campeón           |
| 1980 | Defensores        |
| 1981 | Sarmiento         |
| 1982 | Estudiantes       |
| 1983 | Sarmiento         |
| 1984 | Defensores        |
| 1985 | Juventud Unida    |
| 1986 | Ateneo Estrada    |
| 1987 | Juventud Unida    |
| 1988 | Atlético Ayacucho |
| 1989 | Atlético Ayacucho |
| 1990 | Sin definición    |
| 1991 | Defensores        |
| 1992 | Defensores        |
| 1993 | Defensores        |
| 1994 | Atlético Ayacucho |
| 1995 | Sarmiento         |
| 1996 | Sarmiento         |
| 1997 | Sarmiento         |
| 1998 | Sarmiento         |
| 1999 | Sarmiento         |
| 2000 | Ferroviario       |
| 2001 | Ateneo Estrada    |
| 2002 | Sarmiento         |
| 2003 | Ateneo Estrada    |

### Interligas[6]
| Año  | Campeón                       |
| 2003 | Ferrocarril Roca (Las Flores) |
| 2004 | Juventud Agraria (Rauch)      |
| 2005 | Sarmiento                     |
| 2006 | Sarmiento                     |

### Unión Regional Deportiva[7]

#### Primera División A
| Año  | Campeón                                |
| 2007 | Independiente (Tandil)                 |
| 2008 | Independiente (Tandil)                 |
| 2009 | Santamarina (Tandil)                   |
| 2010 | Atlético Ayacucho/Defensores Ayacucho  |
| 2011 | Ferrocarril Sud (Tandil)               |
| 2012 | Ferrocarril Sud (Tandil)               |
| 2013 | Independiente (Tandil)                 |
| 2014 | Atlético Ayacucho                      |
| 2015 | Independiente (Tandil)                 |
| 2016 | Independiente (Tandil)                 |
| 2017 | Excursionistas (Tandil)                |
| 2018 | Sarmiento                              |
| 2019 | Ferrocarril Sud (Tandil)               |
| 2020 | Cancelado por la pandemia de COVID-19. |
| 2021 | Santamarina (Tandil)                   |
| 2022 | Atlético Ayacucho                      |
| 2023 | Gimnasia y Esgrima (Tandil)            |

#### Primera División B[9]
| Año  | Campeón                       |
| 2021 | Defensores del Cerro (Tandil) |
| 2022 | Defensores Ayacucho           |
| 2023 | Grupo Universitario (Tandil)  |

## Palmarés

### Liga Ayacuchense de fútbol
| Club              | Títulos | Años campeonatos |
| ----------------- | ------- | --- |
| Sarmiento         | 25      | 1961, 1962, 1963, 1964, 1965, 1966, 1967, 1968, 1969, 1970, 1971, 1972, 1973, 1974, 1975, 1976, 1979, 1981, 1983, 1995, 1996, 1997, 1998, 1999, 2002 |
| Defensores        | 15      | 1932, 1933, 1945, 1947, 1949, 1951, 1953, 1954, 1960, 1978, 1980, 1984, 1991, 1992, 1993                                                             |
| Independiente     | 15      | 1935, 1937, 1939, 1940, 1941, 1942, 1943, 1946, 1948, 1952, 1955, 1956, 1957, 1958, 1959                                                             |
| Atlético Ayacucho | 3       | 1988, 1989, 1994 |
| Ferroviario       | 3       | 1944, 1950, 2000 |
| Juventud Unida    | 3       | 1977, 1985, 1987 |
| Ateneo Estrada    | 3       | 1986, 2001, 2003 |
| Estudiantes       | 1       | 1982 |

### Interligas
| Club                          | Títulos | Años campeonatos |
| ----------------------------- | ------- | ---------------- |
| Sarmiento                     | 2       | 2005, 2006       |
| Ferrocarril Roca (Las Flores) | 1       | 2003             |
| Juventud Agraria (Rauch)      | 1       | 2004             |

### Unión Regional Deportiva

#### Primera División A
| Club                        | Títulos | Años campeonatos             |
| --------------------------- | ------- | ---------------------------- |
| Independiente (Tandil)      | 5       | 2007, 2008, 2013, 2015, 2016 |
| Atlético Ayacucho           | 4       | 2010, 2014, 2022, 2024       |
| Ferrocarril Sud (Tandil)    | 3       | 2011, 2012, 2019             |
| Santamarina (Tandil)        | 2       | 2009, 2021                   |
| Defensores                  | 1       | 2010                         |
| Excursionistas (Tandil)     | 1       | 2017                         |
| Sarmiento                   | 1       | 2018                         |
| Gimnasia y Esgrima (Tandil) | 1       | 2023                         |

#### Primera División B
| Club                          | Títulos | Años campeonatos |
| ----------------------------- | ------- | ---------------- |
| Defensores del Cerro (Tandil) | 1       | 2021             |
| Defensores                    | 1       | 2022             |
| Grupo Universitario (Tandil)  | 1       | 2023             |

## Participación de clubes ayacuchenses en torneos organizados por el Consejo Federal deAFA

### Tercera categoría del fútbol argentino:Torneo del Interior (1986-1995)
| Club              | Nro. | Temporada | Mejor actuación |
| ----------------- | ---- | --------- | --------------- |
| Defensores        | 1    | 1993/1994 | Primera Fase    |
| Atlético Ayacucho | 1    | 1994/1995 | Primera Fase    |

| 1.ª fecha; 7 de noviembre de 1993 otros resultadosFerroviarios (Balcarce) 0 Dep. Castelli (Castelli) 0 Libre: Juventud Unida (Madariaga) | Defensores (Ayacucho) | 1:3     | Alumni (Chascomús)                                               | Municipal José Barbieri, Ayacucho |  |
| | Oscar Díaz 36'        | Reporte | Hugo Videla 69' · Fabián Membrilla 79' (a.g.) · Raúl Ameri 90+2' |                                   |  |

| 2.ª Fecha; 10 de noviembre de 1993 otros resultadosAlumni (Chascomús) 1 Ferroviarios (Balcarce) 3 ---------- Dep. Castelli (Castelli) 2 Juventud Unida (Madariaga) 0 | Libre: Defensores (Ayacucho) |  |  |  |  |

| 3.ª Fecha; 14 de noviembre de 1993 otros resultadosJuventud Unida (Madariaga) 2 Alumni (Chascomús) 4 Libre:Dep. Castelli (Castelli) | Ferroviarios (Balcarce)             | 2:0     | Defensores (Ayacucho) | Municipal Gral. Balcarce, Balcarce |                            |
| | Alberto González 47' · Loscalzo 87' | Reporte |                       | Árbitro(s): Néstor Amairic         | Árbitro(s): Néstor Amairic |

| 4.ª Fecha; 21 de noviembre de 1993 otros resultadosAlumni (Chascomús) 1 Deportivo Castelli (Castelli) 1 Libre:Ferroviarios (Balcarce) | Defensores (Ayacucho) | 0:7     | Juventud Unida (Madariaga)                                                 | Municipal José Barbieri, Ayacucho |                         |
| |                       | Reporte | Mariano Durante 1' 24' 77' 79' 85' · José Popovich 15' · Carlos Magaña 69' | Árbitro(s): José Pompey           | Árbitro(s): José Pompey |

| 5.ª Fecha; 28 de noviembre de 1993 otros resultadosJuventud Unida (Madariaga) 1 Ferroviarios (Balcarce) 1 Libre:Alumni (Chascomús) | Deportivo Castelli (Castelli)                                           | 4:1     | Defensores (Ayacucho)    | Delfor Del Valle, Dolores |                           |
| | Raúl Granara 1' · Jaime Díaz 25' · César Olivera 66' · Javier López 72' | Reporte | Victoriano Iturralde 57' | Árbitro(s): Roberto Ducca | Árbitro(s): Roberto Ducca |

| Pos. | Clubes                        | Pts. | PJ | PG | PE | PP | GF | GC | DG  |
| ---- | ----------------------------- | ---- | -- | -- | -- | -- | -- | -- | --- |
| 1.   | Deportivo Castelli (Castelli) | 6    | 4  | 2  | 2  | 0  | 7  | 2  | 5   |
| 2.   | Ferroviarios (Balcarce)       | 6    | 4  | 2  | 2  | 0  | 6  | 2  | 4   |
| 3.   | Alumni (Chascomús)            | 5    | 4  | 2  | 1  | 2  | 9  | 7  | 2   |
| 4.   | Juventud Unida (Madariaga)    | 3    | 4  | 1  | 1  | 2  | 10 | 7  | 3   |
| 5.   | Defensores (Ayacucho)         | 0    | 4  | 0  | 0  | 4  | 2  | 16 | -14 |

|  | Clasificado a las Semifinales de la Región Bonaerense. |

| 1.ª fecha; 16 de octubre de 1994 otros resultadosAmigos Unidos (Balcarce) 0 Juventud Unida (Madariaga) 0 | Atlético Ayacucho    | 1:3     | Independiente (Castelli)                                             | Municipal José Barbieri, Ayacucho |                             |
| | Leonardo Beherán 58' | Reporte | Sergio Loustau 53' · Carlos Giantomassi 56' · Miguel Angelinetti 90' | Árbitro(s): Rubén Iribarren       | Árbitro(s): Rubén Iribarren |

| 2.ª Fecha; 23 de octubre de 1994 otros resultadosIndependiente (Dolores) 0 Amigos Unidos (Balcarce) 2 | Juventud Unida (Madariaga)              | 2:1     | Atlético Ayacucho | Francisco Alcuaz, Madariaga |                        |
| | Elvio Mayola 51' · Norberto Durante 67' | Reporte | Carlos Soto 73'   | Árbitro(s): Hugo Rojas      | Árbitro(s): Hugo Rojas |

| 3.ª Fecha; 31 de octubre de 1994 otros resultadosIndependiente (Dolores) 1 Juventud Unida (Madariaga) 2 | Amigos Unidos (Balcarce)                               | 3:1     | Atlético Ayacucho | Municipal Gral. Balcarce, Balcarce |                           |
| | Silvio Pérez 12' · Walter Zaino 27' · Walter Vozza 77' | Reporte | Juan Miramont 44' | Árbitro(s): Mario Chapell          | Árbitro(s): Mario Chapell |

| 4.ª Fecha; 6 de noviembre de 1994 otros resultadosJuventud Unida (Madariaga) 0 Amigos Unidos (Balcarce) 0 | Independiente (Castelli)                        | 3:1     | Atlético Ayacucho | Delfor Del Valle, Dolores  |                            |
| | Luis Etchegaray 3' 50' · Carlos Giantomassi 22' | Reporte | Juan Miramont 85' | Árbitro(s): Roberto Blanco | Árbitro(s): Roberto Blanco |

| 5.ª Fecha; 13 de noviembre de 1994 otros resultadosAmigos Unidos (Balcarce) 2 Independiente (Dolores) 0 | Atlético Ayacucho | 0:1     | Juventud Unida (Madariaga) | Municipal José Barbieri, Ayacucho |                           |
| |                   | Reporte | Mariano Guidi 85'          | Árbitro(s): Roberto Ducca         | Árbitro(s): Roberto Ducca |

| 6.ª Fecha; 20 de noviembre de 1994 otros resultadosJuventud Unida (Madariaga) 3 Independiente (Dolores) 1 | Atlético Ayacucho | 0:2     | Amigos Unidos (Balcarce) | Municipal José Barbieri, Ayacucho |                            |
| |                   | Reporte | Walter Vozza 24' 33'     | Árbitro(s): Néstor Almaric        | Árbitro(s): Néstor Almaric |

| Pos. | Clubes                       | Pts. | PJ | PG | PE | PP | GF | GC | DG  |
| ---- | ---------------------------- | ---- | -- | -- | -- | -- | -- | -- | --- |
| 1.   | Juventud Unida (Madariaga)   | 10   | 6  | 4  | 2  | 0  | 8  | 3  | 5   |
| 2.   | Amigos Unidos (Balcarce)     | 10   | 6  | 4  | 2  | 0  | 9  | 1  | 8   |
| 3.   | Independiente (Castelli)     | 4    | 6  | 2  | 0  | 4  | 8  | 11 | -3  |
| 4.   | Atlético Ayacucho (Ayacucho) | 0    | 6  | 0  | 0  | 6  | 4  | 14 | -10 |

|  | Clasificado a las Semifinales de la Región Bonaerense. |

### Cuarta categoría del fútbol argentino:Torneo Argentino B,Torneo Federal B[10]
| Club                  | Nro. | Temporada                                                              | Mejor actuación |
| --------------------- | ---- | ---------------------------------------------------------------------- | --------------- |
| Sarmiento             | 9    | 1995-96, 1996-97, 1997-98, 1998-99, 2001-02, 2013-14, 2014, 2015, 2016 | Semifinales     |
| Estrada               | 2    | 2002-03, 2003-04                                                       | Primera Fase    |
| Ferroviario           | 1    | 2000-01                                                                | Primera Fase    |
| Chávez Paz (Labardén) | 1    | 1999-00                                                                | Primera Fase    |

| 2.ª Fecha; 22 de octubre de 1995 | Sarmiento (Ayacucho) | 1:5 | El Fortín (Olavarría)            | Municipal José Barbieri, Ayacucho |  |
|                                  | Rolando Didío        |     | Mauricio Eyarch · Silvio Ramírez |                                   |  |

| 3.ª Fecha; 29 de octubre de 1995 | Ferroviarios (Balcarce) | 1:0 | Sarmiento (Ayacucho) |  |  |
|                                  | Vozza                   |     |                      |  |  |

| 5.ª Fecha; 12 de noviembre de 1995 | El Fortín (Olavarría) | 0:0 | Sarmiento (Ayacucho) |  |  |

| 6.ª Fecha; 19 de noviembre de 1995 | Sarmiento (Ayacucho) | 1:0 | Ferroviarios (Balcarce) | Municipal José Barbieri, Ayacucho |  |
|                                    | Rolando Didío        |     |                         |                                   |  |

| Pos. | Clubes                  | Pts. | PJ | PG | PE | PP | GF | GC | Dif. |
| ---- | ----------------------- | ---- | -- | -- | -- | -- | -- | -- | ---- |
| 1.   | El Fortín (Olavarría)   | 10   | 4  | 3  | 1  | 0  | 9  | 2  | 7    |
| 2.   | Sarmiento (Ayacucho)    | 4    | 4  | 1  | 1  | 2  | 2  | 6  | -4   |
| 3.   | Ferroviarios (Balcarce) | 3    | 4  | 1  | 0  | 3  | 2  | 5  | -3   |

|  | Clasificado a la Segunda Fase del torneo. |

| 1.ª fecha; 13 de octubre de 1996 | Deportivo Norte (Mar del Plata)                       | 5:0 | Sarmiento (Ayacucho) |  |  |
|                                  | Adrián Ormaechea 22' 24' 58' · Horacio García 87' 89' |     |                      |  |  |

| 2.ª Fecha; 20 de octubre de 1996 | Sarmiento (Ayacucho) | 0:1 | Gimnasia (Tandil) | Municipal José Barbieri, Ayacucho |  |
|                                  |                      |     | Miguel Abad       |                                   |  |

| 3.ª Fecha; 27 de octubre de 1996 | Sarmiento (Ayacucho)                       | 2:3 | Quilmes (Mar del Plata)                       | Municipal José Barbieri, Ayacucho |  |
|                                  | Rolando Didío 65' · Ignacio Miramont 90+3' |     | Martín Romero 30' 52' · Gustavo Fernández 42' |                                   |  |

| 4.ª Fecha; 3 de noviembre de 1996 | Sarmiento (Ayacucho) | 1:0 | Deportivo Norte (Mar del Plata) | Municipal José Barbieri, Ayacucho |  |
|                                   | Ignacio Miramont 70' |     |                                 |                                   |  |

| 5.ª Fecha; 6 de noviembre de 1996 | Gimnasia (Tandil) | 1:1 | Sarmiento (Ayacucho) |  |  |
|                                   | Claudio Manera    |     | Juan Iturralde       |  |  |

| 6.ª Fecha; 10 de noviembre de 1996 | Quilmes (Mar del Plata)                   | 2:0 | Sarmiento (Ayacucho) |  |  |
|                                    | Marcelo Mouriño 15' · Emiliano Romero 68' |     |                      |  |  |

| Pos. | Clubes                          | Pts. | PJ | PG | PE | PP | GF | GC | Dif. |
| ---- | ------------------------------- | ---- | -- | -- | -- | -- | -- | -- | ---- |
| 1.   | Quilmes (Mar del Plata)         | 13   | 6  | 4  | 1  | 1  | 17 | 10 | 7    |
| 2.   | Gimnasia (Tandil)               | 9    | 6  | 2  | 3  | 1  | 9  | 8  | 1    |
| 3.   | Deportivo Norte (Mar del Plata) | 7    | 6  | 2  | 1  | 3  | 11 | 11 | 0    |
| 4.   | Sarmiento (Ayacucho)            | 4    | 6  | 1  | 1  | 4  | 4  | 12 | -8   |

|  | Clasificado a la Segunda Fase del torneo. |

| 1.ª fecha; 18 de octubre de 1997 | Sarmiento (Ayacucho) | 3:2 | Atlético Ranchos (Ranchos) | Municipal José Barbieri, Ayacucho |  |

| 2.ª Fecha; 24 de octubre de 1997 | San Vicente (Pinamar) | 1:1 | Sarmiento (Ayacucho) |  |  |
|                                  | Mariano Molina        |     | José Indacoechea     |  |  |

| 3.ª Fecha; 2 de noviembre de 1997 | Sarmiento (Ayacucho)        | 3:1 | Independiente (Dolores) | Municipal José Barbieri, Ayacucho |  |
|                                   | Miramont · José Indacoechea |     | Morcela                 |                                   |  |

| 4.ª Fecha; 9 de noviembre de 1997 | Atlético Ranchos (Ranchos) | 2:3 | Sarmiento (Ayacucho)   |  |  |
|                                   | Fernández · Rodríguez      |     | Miramont · Indacoechea |  |  |

| 5.ª Fecha; 15 de noviembre de 1997 | Sarmiento (Ayacucho) | 1:2 | San Vicente (Pinamar) | Municipal José Barbieri, Ayacucho |  |
|                                    | Rolando Didío        |     | Díaz                  |                                   |  |

| 6.ª fecha; 23 de noviembre de 1997 | Independiente (Dolores)           | 4:2 | Sarmiento (Ayacucho) |  |  |
|                                    | Carlos Márquez · Eugenio Quiñones |     | Rodolfo López        |  |  |

| Pos. | Clubes                     | Pts. | PJ | PG | PE | PP | GF | GC | Dif. |
| ---- | -------------------------- | ---- | -- | -- | -- | -- | -- | -- | ---- |
| 1.   | San Vicente (Pinamar)      | 14   | 6  | 4  | 2  | 0  | 12 | 7  | 5    |
| 2.   | Sarmiento (Ayacucho)       | 10   | 6  | 3  | 1  | 2  | 13 | 12 | 1    |
| 3.   | Independiente (Dolores)    | 9    | 6  | 3  | 0  | 3  | 16 | 14 | 2    |
| 4.   | Atlético Ranchos (Ranchos) | 1    | 6  | 0  | 1  | 5  | 11 | 19 | -8   |

|  | Clasificado a la Segunda Fase del torneo. |

| 1.ª fecha; 11 de octubre de 1998 | Sarmiento (Ayacucho) | 3:2 | Independiente (Dolores) | Municipal José Barbieri, Ayacucho |  |

| 2.ª Fecha; 18 de octubre de 1998 | Atlético Ranchos (Ranchos) | 1:1 | Sarmiento (Ayacucho) |  |  |
|                                  | A. Aramburu                |     | Ortiz a.g.'          |  |  |

| 3.ª Fecha; 25 de octubre de 1998 | Sarmiento (Ayacucho)                                         | 4:1 | Defensores Unidos (Santa Teresita) | Municipal José Barbieri, Ayacucho |  |
|                                  | Rolando Didío · Indacoechea · Juan Arbilla · Néstor González |     | Banquero                           |                                   |  |

| 4.ª Fecha; 28 de octubre de 1998 | Independiente (Dolores)                | 3:4 | Sarmiento (Ayacucho)                                                     |  |  |
|                                  | Gustavo Fernández · Miguel Angelinetti |     | Germán Capdeville a.g.' · Rolando Didío · Juan Arbilla · Néstor González |  |  |

| 5.ª Fecha; 1 de noviembre de 1998 | Sarmiento (Ayacucho) | 1:4 | Atlético Ranchos (Ranchos) | Municipal José Barbieri, Ayacucho |  |

| 6.ª Fecha; 7 de noviembre de 1998 | Defensores Unidos (Santa Teresita)                | 4:1 | Sarmiento (Ayacucho) | Francisco Alcuaz, Madariaga |  |
|                                   | Marcelo Lizardo · Gastón Niggli · Gerardo Giménez |     | Heredia              |                             |  |

| Pos. | Clubes                             | Pts. | PJ | PG | PE | PP | GF | GC | Dif. |
| ---- | ---------------------------------- | ---- | -- | -- | -- | -- | -- | -- | ---- |
| 1.   | Atlético Ranchos                   | 11   | 6  | 3  | 2  | 1  | 12 | 7  | 5    |
| 2.   | Sarmiento (Ayacucho)               | 10   | 6  | 3  | 1  | 2  | 14 | 15 | -1   |
| 3.   | Independiente (Dolores)            | 9    | 6  | 3  | 0  | 3  | 13 | 11 | 2    |
| 4.   | Defensores Unidos (Santa Teresita) | 4    | 6  | 1  | 1  | 4  | 10 | 16 | -6   |

|  | Clasificados a la Segunda Fase del torneo. |

| 1.ª fecha; 14 de noviembre de 1998 | Club Mercedes (Mercedes)        | 2:3 | Sarmiento (Ayacucho)                  |  |  |
|                                    | Marcelo Gatti · Máximo Cazenave |     | Néstor A. González · José Indacoechea |  |  |

| 2.ª Fecha; 22 de noviembre de 1998 | Sarmiento (Ayacucho) | 1:1 | Everton (La Plata) | Municipal José Barbieri, Ayacucho |  |
|                                    | José Indacoechea     |     | Salinas            |                                   |  |

| 3.ª Fecha; 29 de noviembre de 1998 | Sarmiento (Ayacucho) | 2:1 | Atlético Ranchos (Ranchos) | Municipal José Barbieri, Ayacucho |  |

| 4.ª Fecha; 6 de diciembre de 1998 | Sarmiento (Ayacucho)                          | 3:1 | Club Mercedes (Mercedes) | Municipal José Barbieri, Ayacucho |  |
|                                   | Silvio Pérez · Néstor González · Juan Arbilla |     | Claudio Corgniatti       |                                   |  |

| 5.ª Fecha; 13 de diciembre de 1998 | Everton (La Plata)                              | 3:2 | Sarmiento (Ayacucho)         |  |  |
|                                    | Jorge Demarco · Luis Martín · Héctor Dracópulos |     | Silvio Pérez · Rolando Didio |  |  |

| 6.ª fecha; 27 de diciembre de 1998 | Atlético Ranchos (Ranchos) | 1:1 | Sarmiento (Ayacucho)    |  |  |
|                                    | Roque M. Fernández         |     | Leonardo G. Indacoechea |  |  |

| Pos. | Clubes                     | Pts. | PJ | PG | PE | PP | GF | GC | Dif. |
| ---- | -------------------------- | ---- | -- | -- | -- | -- | -- | -- | ---- |
| 1.   | Everton (La Plata)         | 11   | 6  | 3  | 2  | 1  | 10 | 5  | 5    |
| 2.   | Sarmiento (Ayacucho)       | 11   | 6  | 3  | 2  | 1  | 12 | 9  | 3    |
| 3.   | Atlético Ranchos (Ranchos) | 10   | 6  | 3  | 1  | 2  | 5  | 4  | 1    |
| 4.   | Club Mercedes (Mercedes)   | 1    | 6  | 0  | 1  | 5  | 4  | 13 | -9   |

|  | Clasificado a la Tercera Fase del torneo. |

| 1.ª fecha; 3 de octubre de 1999 | Defensores Unidos (Santa Teresita) | 5:0 | Chávez Paz (Labardén) | Francisco Alcuaz, Madariaga |  |

| 2.ª Fecha; 10 de octubre de 1999 | Chávez Paz (Labardén) | 0:5     | Banfield (Mar del Plata)                                              | Municipal José Barbieri, Ayacucho |                            |
|                                  |                       | Reporte | Jorge Valverde · Jorge Vidal · Leonardo Serfaty · Claudio Lacosegliaz | Árbitro(s): Jorge Ferreyra        | Árbitro(s): Jorge Ferreyra |

| 3.ª Fecha; 17 de octubre de 1999 | Chávez Paz (Labardén) | 1:5 | Estudiantes (Olavarría) | Municipal José Barbieri, Ayacucho |  |

| 4.ª Fecha; 31 de octubre de 1999 | Chávez Paz (Labardén) | 1:3 | Defensores Unidos (Santa Teresita) | Municipal José Barbieri, Ayacucho |  |

| 5.ª Fecha; 3 de noviembre de 1999 | Banfield (Mar del Plata)         | 2:1 | Chávez Paz (Labardén) | Aldosivi, Mar del Plata   |                           |
|                                   | Eduardo Ginesi · Antonio Ruberto |     | Mariano Ascat         | Árbitro(s): César Pallero | Árbitro(s): César Pallero |

| 6.ª Fecha; 7 de noviembre de 1999 | Estudiantes (Olavarría) | 4:2 | Chávez Paz (Labardén) | Parque Guerrero, Olavarría |  |

| Pos. | Clubes                             | Pts. | PJ | PG | PE | PP | GF | GC | Dif. |
| ---- | ---------------------------------- | ---- | -- | -- | -- | -- | -- | -- | ---- |
| 1.   | Estudiantes (Olavarría)            | 12   | 6  | 3  | 3  | 0  | 15 | 6  | 9    |
| 2.   | Banfield (Mar del Plata)           | 12   | 6  | 3  | 3  | 0  | 11 | 3  | 8    |
| 3.   | Defensores Unidos (Santa Teresita) | 8    | 6  | 2  | 2  | 2  | 11 | 9  | 2    |
| 4.   | Chávez Paz (Labardén)              | 0    | 6  | 0  | 0  | 6  | 4  | 21 | -17  |

|  | Clasificados a la Segunda Fase del torneo. |

| 1.ª fecha; 13 de agosto de 2000 | Racing F.C. (Balcarce) | 5:0 | Ferroviario (Ayacucho) | Municipal General Balcarce, Balcarce |  |

| 2.ª Fecha; 20 de agosto de 2000 | Ferroviario (Ayacucho) | 0:3 | Independiente (Tandil) | Municipal José Barbieri, Ayacucho |  |

| 3.ª Fecha; 27 de agosto de 2000 | Juventud Unida (Otamendi) | 4:1 | Ferroviario (Ayacucho) |  |  |

| 4.ª Fecha; 3 de septiembre de 2000 | Ferroviario (Ayacucho) | 0:4 | Gimnasia (Tandil) | Municipal José Barbieri, Ayacucho |  |

| 5.ª Fecha; 10 de septiembre de 2000 | Rivadavia (Necochea) | 4:0 | Ferroviario (Ayacucho) |  |  |

| 6.ª fecha; 17 de septiembre de 2000 | Ferroviario (Ayacucho) | 0:2 | Racing F.C. (Balcarce) | Municipal José Barbieri, Ayacucho |  |

| 7.ª Fecha; 24 de septiembre de 2000 | Independiente (Tandil) | 5:2 | Ferroviario (Ayacucho) | Municipal Gral. San Martín, Tandil |  |

| 8.ª Fecha; 1 de octubre de 2000 | Ferroviario (Ayacucho) | 3:2 | Juventud Unida (Otamendi) | Municipal José Barbieri, Ayacucho |  |

| 9.ª fecha; 8 de octubre de 2000 | Gimnasia (Tandil) | 5:1 | Ferroviario (Ayacucho) | Municipal Gral. San Martín, Tandil |  |

| 10.ª Fecha; 15 de octubre de 2000 | Ferroviario (Ayacucho) | 2:0 | Rivadavia (Necochea) | Municipal José Barbieri, Ayacucho |  |

| Pos. | Clubes                    | Pts. | PJ | PG | PE | PP | GF | GC | Dif. |
| ---- | ------------------------- | ---- | -- | -- | -- | -- | -- | -- | ---- |
| 1.   | Independiente (Tandil)    | 22   | 10 | 7  | 1  | 2  | 25 | 9  | 16   |
| 2.   | Rivadavia (Necochea)      | 17   | 10 | 5  | 2  | 3  | 19 | 11 | 8    |
| 3.   | Racing (Balcarce)         | 16   | 10 | 4  | 4  | 2  | 14 | 11 | 3    |
| 4.   | Gimnasia (Tandil)         | 15   | 10 | 4  | 3  | 3  | 18 | 11 | 7    |
| 5.   | Juventud Unida (Otamendi) | 8    | 10 | 2  | 2  | 6  | 12 | 25 | -13  |
| 6.   | Ferroviarios (Ayacucho)   | 6    | 10 | 2  | 0  | 8  | 10 | 29 | -19  |

|  | Clasificados a la Segunda Fase del torneo. |

| 1.ª fecha; 5 de agosto de 2001 | Sarmiento (Ayacucho) | 1:2 | Deportes Sur (Fcio. Varela) | Municipal José Barbieri, Ayacucho |  |
|                                | Ariel Barth          |     | Armando Velázquez           |                                   |  |

| 2.ª Fecha; 12 de agosto de 2001 | El Indio (Brandsen) | 2:3 | Sarmiento (Ayacucho) | Municipal Juan Silverio Oroz, Chascomús |  |

| 3.ª Fecha; 19 de agosto de 2001 | Sarmiento (Ayacucho) | 5:1 | Ever Ready (Dolores) | Municipal José Barbieri, Ayacucho |  |

| 4.ª Fecha; 26 de agosto de 2001 | Deportes Sur (Fcio. Varela) | 1:2 | Sarmiento (Ayacucho) |  |  |
|                                 | Armando Velázquez           |     |                      |  |  |

| 5.ª Fecha; 2 de septiembre de 2001 | Sarmiento (Ayacucho) | 1:2 | El Indio (Brandsen) | Municipal José Barbieri, Ayacucho |  |

| 6.ª fecha; 9 de septiembre de 2001 | Ever Ready (Dolores) | 4:0 | Sarmiento (Ayacucho) | Delfor del Valle, Dolores |  |

| Pos. | Clubes                      | Pts. | PJ | PG | PE | PP | GF | GC | Dif. |
| ---- | --------------------------- | ---- | -- | -- | -- | -- | -- | -- | ---- |
| 1.   | Deportes Sur (Fcio. Varela) | 11   | 6  | 3  | 2  | 1  | 12 | 8  | 4    |
| 2.   | Sarmiento (Ayacucho)        | 9    | 6  | 3  | 0  | 3  | 12 | 12 | 0    |
| 3.   | Ever Ready (Dolores)        | 7    | 6  | 2  | 1  | 3  | 11 | 14 | -3   |
| 4.   | El Indio (Brandsen)         | 7    | 6  | 2  | 1  | 3  | 7  | 8  | -1   |

|  | Clasificados a la Segunda Fase del torneo. |

| 1.ª fecha; 16 de septiembre de 2001 | San Lorenzo (Mar del Plata) | 2:1     | Sarmiento (Ayacucho)  | José María Minella, Mar del Plata |                           |
|                                     | Nicolás Uzquiano 35' 67'    | Reporte | Silvio Gastón Río 81' | Árbitro(s): Marcelo Gómez         | Árbitro(s): Marcelo Gómez |

| 3.ª Fecha; 30 de septiembre de 2001 | Sarmiento (Ayacucho) | 1:1 | Independiente (Tandil) | Municipal José Barbieri, Ayacucho |  |

| 4.ª Fecha; 7 de octubre de 2001 | Sarmiento (Ayacucho) | 0:0     | San Lorenzo (Mar del Plata) | Municipal José Barbieri, Ayacucho |                            |
|                                 |                      | Reporte |                             | Árbitro(s): Horacio Aranda        | Árbitro(s): Horacio Aranda |

| 6.ª Fecha; 28 de octubre de 2001 | Independiente (Tandil) | 0:5 | Sarmiento (Ayacucho) | Municipal Gral. San Martín, Tandil |  |

| Pos. | Clubes                      | Pts. | PJ | PG | PE | PP | GF | GC | Dif. |
| ---- | --------------------------- | ---- | -- | -- | -- | -- | -- | -- | ---- |
| 1.   | San Lorenzo (Mar del Plata) | 6    | 4  | 1  | 3  | 0  | 2  | 1  | 1    |
| 2.   | Sarmiento (Ayacucho)        | 5    | 4  | 1  | 2  | 1  | 7  | 3  | 4    |
| 3.   | Independiente (Tandil)      | 3    | 4  | 0  | 3  | 1  | 1  | 6  | -5   |

|  | Clasificados a la Tercera Fase del torneo. |

| 1.ª fecha; 4 de noviembre de 2001 | Sarmiento (Ayacucho) | 1:0 | Deportes Sur (Fcio. Varela) | Municipal José Barbieri, Ayacucho |  |

| 2.ª Fecha; 11 de noviembre de 2001 | Sarmiento (Ayacucho)  | 2:4     | Alvarado (Mar del Plata)                                                         | Municipal José Barbieri, Ayacucho |                              |
|                                    | Rolando Didío 83' 86' | Reporte | Jorge Valverde 26' · Javier Bogado 55' · Mariano Giliberto 71' · Rubén Ratto 87' | Árbitro(s): Gustavo Di Tella      | Árbitro(s): Gustavo Di Tella |

| 3.ª Fecha; 18 de noviembre de 2001 | Sarmiento (Ayacucho)                   | 2:1     | San Lorenzo (Mar del Plata) | Municipal José Barbieri, Ayacucho |                           |
|                                    | Silvio Río 52' · Esteban Teruggi 90+3' | Reporte | Alexis Matteo 56'           | Árbitro(s): Oscar Novelli         | Árbitro(s): Oscar Novelli |

| 4.ª Fecha; 25 de noviembre de 2001 | Deportes Sur (Fcio. Varela) | 1:1 | Sarmiento (Ayacucho) | 12 de Octubre, Ensenada |  |

| 5.ª Fecha; 1 de diciembre de 2001 | Alvarado (Mar del Plata)                                     | 3:3     | Sarmiento (Ayacucho)                                         | José María Minella, Mar del Plata |                        |
|                                   | Jorge Valverde 13' · Mariano Giliberto 39' · Rubén Ratto 63' | Reporte | Claudio Antúnez 10' · Santiago Sollazo 23' · Ariel Barth 86' | Árbitro(s): Juan Rochi            | Árbitro(s): Juan Rochi |

| 6.ª Fecha; 9 de diciembre de 2001 | San Lorenzo (Mar del Plata) | 0:1     | Sarmiento (Ayacucho)  | José María Minella, Mar del Plata |                            |
|                                   |                             | Reporte | Emilio Cordonnier 57' | Árbitro(s): Horacio Aranda        | Árbitro(s): Horacio Aranda |

| Pos. | Clubes                      | Pts. | PJ | PG | PE | PP | GF | GC | Dif. |
| ---- | --------------------------- | ---- | -- | -- | -- | -- | -- | -- | ---- |
| 1.   | Alvarado (Mar del Plata)    | 11   | 6  | 3  | 2  | 1  | 16 | 8  | 8    |
| 2.   | Sarmiento (Ayacucho)        | 11   | 6  | 3  | 2  | 1  | 10 | 9  | 1    |
| 3.   | Deportes Sur (Fcio. Varela) | 7    | 6  | 2  | 1  | 3  | 8  | 12 | -4   |
| 4.   | San Lorenzo (Mar del Plata) | 4    | 6  | 1  | 1  | 4  | 5  | 10 | -5   |

|  | Clasificado a la Fase Nacional del torneo. |
|  | Repechaje a la Fase Nacional del torneo.   |

| Ida; 16 de diciembre de 2001 | Sarmiento (Ayacucho) | 0:3 | Liniers (Bahia Blanca) | Municipal José Barbieri, Ayacucho |  |

| Vuelta; 6 de enero de 2002 | Liniers (Bahia Blanca) | 2:0 | Sarmiento (Ayacucho) |  |  |

| 2.ª Fecha; 22 de septiembre de 2002 | Estrada (Ayacucho) | 1:4 | Santamarina (Tandil) | Municipal José Barbieri, Ayacucho |  |

| 3.ª Fecha; 29 de septiembre de 2002 | Ferrocarril Sud (Tandil) | 4:1 | Estrada (Ayacucho) |  |  |

| 5.ª Fecha; 13 de octubre de 2002 | Santamarina (Tandil) | 2:0 | Estrada (Ayacucho) |  |  |

| 6.ª fecha; 27 de octubre de 2002 | Estrada (Ayacucho) | 1:3 | Ferrocarril Sud (Tandil) | Municipal José Barbieri, Ayacucho |  |

| Pos. | Clubes                   | Pts. | PJ | PG | PE | PP | GF | GC | Dif. |
| ---- | ------------------------ | ---- | -- | -- | -- | -- | -- | -- | ---- |
| 1.   | Ferrocarril Sud (Tandil) | 9    | 4  | 3  | 0  | 1  | 10 | 4  | 6    |
| 2.   | Santamarina (Tandil)     | 9    | 4  | 3  | 0  | 1  | 8  | 4  | 4    |
| 3.   | Estrada (Ayacucho)       | 0    | 4  | 0  | 0  | 4  | 3  | 13 | -10  |

|  | Clasificados a la Segunda Fase del torneo. |

| 1.ª fecha; 8 de febrero de 2004 | San Vicente (Pinamar) | 1:0 | Estrada (Ayacucho) | Francisco Alcuaz, Madariaga |  |
|                                 | Mariano Molina        |     |                    |                             |  |

| 2.ª Fecha; 15 de febrero de 2004 | Estrada (Ayacucho)           | 2:5 | Santamarina (Tandil)                       | Municipal José Barbieri, Ayacucho |  |
|                                  | Matías Atela · Martín Michel |     | Jorge Valverde · Matías Méndez · Rodríguez |                                   |  |

| 3.ª Fecha; 22 de febrero de 2004 | Estrada (Ayacucho) | 3:1 | Ferrocarril Roca (Las Flores) | Municipal José Barbieri, Ayacucho |  |

| 4.ª Fecha; 29 de febrero de 2004 | Estrada (Ayacucho) | 1:1 | San Vicente (Pinamar) | Municipal José Barbieri, Ayacucho |  |
|                                  | D. Roldán          |     | M. Cisternas          |                                   |  |

| 5.ª Fecha; 7 de marzo de 2004 | Santamarina (Tandil) | 2:1 | Estrada (Ayacucho) | Municipal Gral. San Martín, Tandil |  |
|                               | Claudio Varales      |     | Alejo Menchón      |                                    |  |

| 6.ª Fecha; 14 de marzo de 2004 | Ferrocarril Roca (Las Flores)  | 3:1 | Estrada (Ayacucho) | Viaducto Ferroviario, Las Flores |  |
|                                | Walter Rafeca · Juan Carricart |     | Martín Michel      |                                  |  |

| Pos. | Clubes                        | Pts. | PJ | PG | PE | PP | GF | GC | Dif. |
| ---- | ----------------------------- | ---- | -- | -- | -- | -- | -- | -- | ---- |
| 1.   | Santamarina (Tandil)          | 15   | 6  | 5  | 0  | 1  | 17 | 10 | 7    |
| 2.   | San Vicente (Pinamar)         | 13   | 6  | 4  | 1  | 1  | 11 | 7  | 4    |
| 3.   | Estrada (Ayacucho)            | 4    | 6  | 1  | 1  | 4  | 8  | 13 | -5   |
| 4.   | Ferrocarril Roca (Las Flores) | 3    | 6  | 1  | 0  | 5  | 8  | 14 | -6   |

|  | Clasificados a la Segunda Fase del torneo. |

| 1.ª fecha; 22 de septiembre de 2013 otros resultadosKimberley (Mar del Plata) 3 América (Pirán) 0 ---------- Camioneros (Gral. Rodríguez) 0 Belgrano (Zarate) 1 ---------- Náutico Hacoaj (Tigre) 0 Ferro C. Sud (Olavarria) 2 | Sarmiento (Ayacucho) | 0:1 Video en YouTube. | Independiente (Chivilcoy) | Municipal José Barbieri, Ayacucho |                           |
| |                      | Reporte               | Matías Milozzi 70'        | Árbitro(s): Lucas Novelli         | Árbitro(s): Lucas Novelli |

| 2.ª Fecha; | Libre: Sarmiento (Ayacucho) |  | otros resultados Independiente (Chivilcoy) 2 Náutico Hacoaj (Tigre) 0 ---------- Ferro C. Sud (Olavarria) 2 Camioneros (Gral. Rodríguez) 3 ---------- Belgrano (Zarate) 0 Kimberley (Mar del Plata) 2 ---------- América (General Piran) 1 Everton (La Plata) 0 |  |  |

| 3.ª Fecha; 6 de octubre de 2013 otros resultadosEverton (La Plata) 1 Belgrano (Zarate) 1 ---------- Kimberley (Mar del Plata) 1 Ferro C. Sud (Olavarria) 0 ---------- Camioneros (Gral. Rodríguez) 1 Independiente (Chivilcoy) 1 | Náutico Hacoaj (Tigre) | 0:2 Video en YouTube. | Sarmiento (Ayacucho)  | Roberto Maliar, Tigre    |                          |
| |                        | Reporte               | Ricardo Sendra 2' 90' | Árbitro(s): Mauro Falcón | Árbitro(s): Mauro Falcón |

| 4.ª Fecha; 13 de octubre de 2013 otros resultadosBelgrano (Zarate) 1 América (Gral. Piran) 1 ---------- Ferro C. Sud (Olavarria) 5 Everton (La Plata) 2 ---------- Independiente (Chivilcoy) 0 Kimberley (Mar del Plata) 1 | Sarmiento (Ayacucho)      | 1:0     | Camioneros (Gral. Rodríguez) | Municipal José Barbieri, Ayacucho |                        |
| | Maximiliano Ciarnello 84' | Reporte |                              | Árbitro(s): Juan Coria            | Árbitro(s): Juan Coria |

| 5.ª Fecha; 20 de octubre de 2013 otros resultadosEverton (La Plata) 0 Independiente (Chivilcoy) 1 ---------- Camioneros (Gral. Rodríguez) 3 Náutico Hacoaj (Tigre) 0 ---------- América (Gral. Piran) 2 Ferro C. Sud (Olavarria) 1 | Kimberley (Mar del Plata)                 | 2:1 Video en YouTube. | Sarmiento (Ayacucho) | José Alberto Valle, Mar del Plata |                           |
| | Damián De Hoyos 30' · Damián Zamorano 45' | Reporte               | Pablo Otemuro 55'    | Árbitro(s): Pedro Quijano         | Árbitro(s): Pedro Quijano |

| 6.ª Fecha; 25 de octubre de 2013 otros resultadosIndependiente (Chivilcoy) 4 América (Gral. Piran) 1 ---------- Náutico Hacoaj (Tigre) 0 Kimberley (Mar del Plata) 3 ---------- Ferro C. Sud (Olavarria) 1 Belgrano (Zarate) 1 | Sarmiento (Ayacucho)                        | 3:1 Video en YouTube. | Everton (La Plata) | Municipal José Barbieri, Ayacucho |                          |
| | Adrián Roelofs 10' 13' · Fatai Olushola 67' | Reporte               | Pablo Ferretti 89' | Árbitro(s): Marcelo Sanz          | Árbitro(s): Marcelo Sanz |

| 7.ª Fecha; 3 de noviembre de 2013 otros resultadosBelgrano (Zarate) 1 Independiente (Chivilcoy) 1 ---------- Everton (La Plata) 3 Náutico Hacoaj (Tigre) 3 ---------- Kimberley (Mar del Plata) 2 Camioneros (Gral. Rodríguez) 2 | América (Pirán) | 0:2     | Sarmiento (Ayacucho)                        | Néstor Kirchner, Coronel Vidal |                            |
| |                 | Reporte | Adrián Roelofs 8' · Miguel López 28' (a.g.) | Árbitro(s): Diego Tadiello     | Árbitro(s): Diego Tadiello |

| 8.ª Fecha; 8 de noviembre de 2013 otros resultadosCamioneros (Gral. Rodríguez) 2 Everton (La Plata) 0 ---------- Náutico Hacoaj (Tigre) 2 América (Gral. Piran) 2 ---------- Independiente (Chivilcoy) 2 Ferro C. Sud (Olavarria) 0 | Sarmiento (Ayacucho)                      | 2:0     | Belgrano (Zárate) | Municipal José Barbieri, Ayacucho |                          |
| | Ricardo Sendra 30' · Matias Caballero 66' | Reporte |                   | Árbitro(s): Rubén Vomero          | Árbitro(s): Rubén Vomero |

| 9.ª fecha; 18 de noviembre de 2013 otros resultadosBelgrano (Zarate) 0 Náutico Hacoaj (Tigre) 0 ---------- América (Gral. Piran) 1 Camioneros (Gral. Rodríguez) 3 ---------- Everton (La Plata) 0 Kimberley (Mar del Plata) 1 | Ferrocarril Sud (Olavarría) | 1:1 Video en YouTube. | Sarmiento (Ayacucho) | Domingo Colasurdo, Olavarría |                            |
| | Juan José Longhini 56'      | Reporte               | Adrián Roelofs 67'   | Árbitro(s): Carlos Guiotto   | Árbitro(s): Carlos Guiotto |

| 10.ª Fecha; 24 de noviembre de 2013 otros resultadosAmérica (Pirán) 1 Kimberley (Mar del Plata) 0 ---------- Belgrano (Zarate) 0 Camioneros (Gral. Rodríguez) 2 ---------- Ferro C. Sud (Olavarria) 3 Náutico Hacoaj (Tigre) 1 | Independiente (Chivilcoy)                | 2:1     | Sarmiento (Ayacucho)      | Raúl Lungarzo, Chivilcoy  |                           |
| | Jonathan Medina 81' · Matias Milozzi 89' | Reporte | Ignacio Concha Cortez 90' | Árbitro(s): Claudio Notta | Árbitro(s): Claudio Notta |

| 11.ª Fecha; | Libre: Sarmiento (Ayacucho) |  | otros resultadosNáutico Hacoaj (Tigre) 0 Independiente (Chivilcoy) 4 ---------- Camioneros (Gral. Rodríguez) 3 Ferro C. Sud (Olavarria) 1 ---------- Kimberley (Mar del Plata) 4 Belgrano (Zarate) 1 ---------- Everton (La Plata) 1 América (General Piran) 0 |  |  |

| 12.ª Fecha; 7 de diciembre de 2013 otros resultadosBelgrano (Zarate) 1 Everton (La Plata) 3 ---------- Ferro C. Sud (Olavarria) 2 Kimberley (Mar del Plata) 0 ---------- Independiente (Chivilcoy) 1 Camioneros (Gral. Rodríguez) 1 | Sarmiento (Ayacucho)                                                                  | 4:0 Video en YouTube. | Náutico Hacoaj (Tigre) | Municipal José Barbieri, Ayacucho |                           |
| | Ricardo Sendra 48' · Iván Blanco 50' · Maximiliano Ciarnello 63' · Fatai Olushola 69' | Reporte               |                        | Árbitro(s): Jorge Larripa         | Árbitro(s): Jorge Larripa |

| 13.ª Fecha; 16 de diciembre de 2013 otros resultadosAmérica (Gral. Piran) 4 Belgrano (Zarate) 0 ---------- Everton (La Plata) 1 Ferro C. Sud (Olavarria) 0 ---------- Kimberley (Mar del Plata) 1 Independiente (Chivilcoy) 0 | Camioneros (Gral. Rodríguez) | 1:0 Video en YouTube. | Sarmiento (Ayacucho) | Carlos V, Jáuregui       |                          |
| | Sebastián Allende 37'        | Reporte               |                      | Árbitro(s): Nahuel Viñas | Árbitro(s): Nahuel Viñas |

| 14.ª fecha; 2 de febrero de 2014 otros resultadosIndependiente (Chivilcoy) 1 Everton (La Plata) 0 ---------- Náutico Hacoaj (Tigre) 1 Camioneros (Gral. Rodríguez) 3 ---------- Ferro C. Sud (Olavarria) 4 América (Gral. Piran) 1 | Sarmiento (Ayacucho) | 0:0 Video en YouTube. | Kimberley (Mar del Plata) | Municipal José Barbieri, Ayacucho  |                                    |
| |                      | Reporte               |                           | Árbitro(s): Marcelo Cendra y Veron | Árbitro(s): Marcelo Cendra y Veron |

| 15.ª fecha; 9 de febrero de 2014 otros resultadosAmérica (Gral. Piran) 1 Independiente (Chivilcoy) 0 ---------- Kimberley (Mar del Plata) 2 Náutico Hacoaj (Tigre) 1 ---------- Belgrano (Zarate) 0 Ferro C. Sud (Olavarria) 0 | Everton (La Plata)                                                 | 3:2 Video en YouTube. | Sarmiento (Ayacucho)                             | Oscar Funes, La Plata     |                           |
| | Bruno Cicutti 59' · Federico Reichenbach 70' · Gastón Ibáñez 90+2' | Reporte               | Ricardo Sendra 42' · Nicolás Herrlein 49' (a.g.) | Árbitro(s): Lucas Novelli | Árbitro(s): Lucas Novelli |

| 16.ª fecha; 16 de febrero de 2014 otros resultadosIndependiente (Chivilcoy) 1 Belgrano (Zarate) 1 ---------- Náutico Hacoaj (Tigre) 1 Everton (La Plata) 0 ---------- Camioneros (Gral. Rodríguez) 1 Kimberley (Mar del Plata) 1 | Sarmiento (Ayacucho) | 1:2     | América (Pirán)                      | Municipal José Barbieri, Ayacucho |                            |
| | Fatai Olushola 75'   | Reporte | Brian Cartalá 1' · Esteban Rivas 79' | Árbitro(s): Carlos Guiotto        | Árbitro(s): Carlos Guiotto |

| 17.ª Fecha; 22 de febrero de 2014 otros resultadosEverton (La Plata) 1 Camioneros (Gral. Rodríguez) 0 ---------- América (Gral. Piran) 2 Náutico Hacoaj (Tigre) 0 ---------- Ferro C. Sud (Olavarria) 1 Independiente (Chivilcoy) 0 | Belgrano (Zárate) | 0:1     | Sarmiento (Ayacucho) | Luis Vallejos, Zárate    |                          |
| |                   | Reporte | Adrián Roelofs 43'   | Árbitro(s): Nahuel Viñas | Árbitro(s): Nahuel Viñas |

| 18.ª Fecha; 2 de marzo de 2014 otros resultadosNáutico Hacoaj (Tigre) 1 Belgrano (Zarate) 0 ---------- Camioneros (Gral. Rodríguez) 2 América (Gral. Piran) 1 ---------- Kimberley (Mar del Plata) 1 Everton (La Plata) 1 | Sarmiento (Ayacucho)                                     | 3:1 Video en YouTube. | Ferrocarril Sud (Olavarría) | Municipal José Barbieri, Ayacucho |                           |
| | Pablo Sosa 17' · Adrián Roelofs 58' · Ricardo Sendra 88' | Reporte               | Emiliano Piecenti 39'       | Árbitro(s): Pedro Quijano         | Árbitro(s): Pedro Quijano |

| Pos. | Clubes                       | Pts. | PJ | PG | PE | PP | GF | GC | Dif. |
| ---- | ---------------------------- | ---- | -- | -- | -- | -- | -- | -- | ---- |
| 1.   | Kimberley (Mar del Plata)    | 34   | 16 | 10 | 4  | 2  | 24 | 10 | 14   |
| 2.   | Camioneros (Gral. Rodríguez) | 31   | 16 | 9  | 4  | 3  | 27 | 14 | 13   |
| 3.   | Independiente (Chivilcoy)    | 28   | 16 | 8  | 4  | 4  | 21 | 10 | 11   |
| 4.   | Sarmiento (Ayacucho)         | 26   | 16 | 8  | 2  | 6  | 24 | 14 | 10   |
| 5.   | América (General Pirán)      | 23   | 16 | 7  | 2  | 7  | 20 | 24 | -4   |
| 6.   | Ferrocarril Sud (Olavarría)  | 21   | 16 | 6  | 3  | 7  | 24 | 21 | 3    |
| 7.   | Everton (La Plata)           | 18   | 16 | 5  | 3  | 8  | 17 | 23 | -6   |
| 8.   | Belgrano (Zárate)            | 10   | 16 | 1  | 7  | 8  | 8  | 24 | -16  |
| 9.   | Náutico Hacoaj (Tigre)       | 9    | 16 | 2  | 3  | 11 | 10 | 35 | -25  |

|  | Clasificados a la Segunda Fase del torneo. |
|  | Descendieron al Torneo del Interior 2015.  |

| 1.ª fecha; 16 de marzo de 2014 otros resultadosIndependiente (Chivilcoy) 2 Agropecuario (Casares) 0 ---------- Kimberley (Mar del Plata) 1 General Rojo 1 | Sp. Rivadavia (Venado Tuerto)                                                                 | 5:0     | Sarmiento (Ayacucho) | El Coloso, Venado Tuerto     |                              |
| | Ezequiel Rodríguez 7' · Germán Lessman 21' · Fernando Alves 74' · Juan Manuel López 87' 90+1' | Reporte |                      | Árbitro(s): Mariano González | Árbitro(s): Mariano González |

| 2.ª Fecha; 22 de marzo de 2014 otros resultadosSp. Rivadavia (Venado Tuerto) 0 Independiente (Chivilcoy) 0 ---------- General Rojo 3 Agropecuario (Casares) 1 | Sarmiento (Ayacucho)                                             | 3:2 Video en YouTube. | Kimberley (Mar del Plata)                  | Municipal José Barbieri, Ayacucho  |                                    |
| | Ricardo Sendra 68' · Adrián Roelofs 78' · Nicolás De la Vega 87' | Reporte               | Santiago Giuntini 7' · Sebastián Corti 73' | Árbitro(s): Marcelo Cendra y Verón | Árbitro(s): Marcelo Cendra y Verón |

| 3.ª Fecha; 26 de marzo de 2014 otros resultadosIndependiente (Chivilcoy) 2 General Rojo 0 ---------- Kimberley (Mar del Plata) 0 Sp. Rivadavia (Venado Tuerto) 1 | Agropecuario (Carlos Casares)                                | 3:1     | Sarmiento (Ayacucho)   | Agropecuario, Carlos Casares  |                               |
| | Gonzalo Urquijo 31' · Gustavo Azcona 63' · Agustín Rabán 89' | Reporte | Nicolás De la Vega 80' | Árbitro(s): Maximiliano Rojas | Árbitro(s): Maximiliano Rojas |

| 4.ª Fecha; 30 de marzo de 2014 otros resultadosKimberley (Mar del Plata) 2 Independiente (Chivilcoy) 2 ---------- Sp. Rivadavia (Venado Tuerto) 1 Agropecuario (Casares) 0 | Sarmiento (Ayacucho)                                                                                             | 5:0     | General Rojo (Gral. Rojo) | Municipal José Barbieri, Ayacucho |                            |
| | Nicolás De la Vega 3' · Julián Pringles 7' · Adrián Roelofs 38' · Damián Casadei 50' (a.g.) · Ricardo Sendra 64' | Reporte |                           | Árbitro(s): Diego Tadiello        | Árbitro(s): Diego Tadiello |

| 5.ª Fecha; 5 de abril de 2014 otros resultadosGeneral Rojo 3 Sp. Rivadavia (Venado Tuerto) 1 ---------- Agropecuario (Casares) 1 Kimberley (Mar del Plata) 1 | Independiente (Chivilcoy)                                   | 3:1     | Sarmiento (Ayacucho) | Raúl Lungarzo, Chivilcoy    |                             |
| | Matías Rudler 1' · Jonatan Cayumán 57' · Héctor Ledesma 89' | Reporte | Ricardo Sendra 83'   | Árbitro(s): Diego Bobadilla | Árbitro(s): Diego Bobadilla |

| 6.ª Fecha; 13 de abril de 2014 otros resultadosAgropecuario (Casares) 3 Independiente (Chivilcoy) 2 ---------- General Rojo 2 Kimberley (Mar del Plata) 0 | Sarmiento (Ayacucho)                   | 2:0 Video en YouTube. | Sp. Rivadavia (Venado Tuerto) | Municipal José Barbieri, Ayacucho |                           |
| | Maximiliano Ciarnello · Fatai Olushola | Reporte               |                               | Árbitro(s): Pedro Quijano         | Árbitro(s): Pedro Quijano |

| 7.ª Fecha; 18 de abril de 2014 otros resultadosIndependiente (Chivilcoy) 2 Sp. Rivadavia (Venado Tuerto) 0 ---------- Agropecuario (Casares) 3 General Rojo 2 | Kimberley (Mar del Plata)                                                                                  | 5:1 Video en YouTube. | Sarmiento (Ayacucho) | José Alberto Valle, Mar del Plata |                           |
| | Damián De Hoyos 24' · Daniel Azurmendi 46' · Alberto Flores 53' · Leandro Parra 58' · Julián Alarcón 90+3' | Reporte               | Nicolás Toledo 85'   | Árbitro(s): Sergio Méndez         | Árbitro(s): Sergio Méndez |

| 8.ª Fecha; 23 de abril de 2014 otros resultadosGeneral Rojo 1 Independiente (Chivilcoy) 1 ---------- Sp. Rivadavia (Venado Tuerto) 0 Kimberley (Mar del Plata) 0 | Sarmiento (Ayacucho) | 1:1     | Agropecuario (Carlos Casares) | Municipal José Barbieri, Ayacucho  |                                    |
| | Adrián Roelofs 28'   | Reporte | Gonzalo Urquijo 2'            | Árbitro(s): Marcelo Cendra y Veron | Árbitro(s): Marcelo Cendra y Veron |

| 9.ª fecha; 27 de abril de 2014 otros resultadosIndependiente (Chivilcoy) 3 Kimberley (Mar del Plata) 1 ---------- Agropecuario (Casares) 0 Sp. Rivadavia (Venado Tuerto) 1 | General Rojo (Gral. Rojo)                                        | 4:0 | Sarmiento (Ayacucho) | José Natta, Gral. Rojo      |                             |
| | Javier Álvarez 51' · Germán Pomiro 64' 66' · Jonathan Guerra 80' |     |                      | Árbitro(s): Gonzalo Ferrari | Árbitro(s): Gonzalo Ferrari |

| 10.ª Fecha; 4 de mayo de 2014 otros resultadosSp. Rivadavia (Venado Tuerto) 1 General Rojo 1 ---------- Kimberley (Mar del Plata) 3 Agropecuario (Casares) 2 | Sarmiento (Ayacucho)  | 1:2     | Independiente (Chivilcoy) | Municipal José Barbieri, Ayacucho |                           |
| | Sebastián Baquero 39' | Reporte | Cristopher Torres 77' 88' | Árbitro(s): Lucas Novelli         | Árbitro(s): Lucas Novelli |

| Pos. | Clubes                        | Pts. | PJ | PG | PE | PP | GF | GC | Dif. |
| ---- | ----------------------------- | ---- | -- | -- | -- | -- | -- | -- | ---- |
| 1.   | Independiente (Chivilcoy)     | 21   | 10 | 6  | 3  | 1  | 19 | 9  | 10   |
| 2.   | General Rojo (Gral. Rojo)     | 15   | 10 | 4  | 3  | 3  | 17 | 15 | 2    |
| 3.   | Sp. Rivadavia (Venado Tuerto) | 15   | 10 | 4  | 3  | 3  | 10 | 8  | 2    |
| 4.   | Agropecuario (Carlos Casares) | 11   | 10 | 3  | 2  | 5  | 14 | 17 | -3   |
| 5.   | Kimberley (Mar del Plata)     | 10   | 10 | 2  | 4  | 4  | 15 | 16 | -1   |
| 6.   | Sarmiento (Ayacucho)          | 10   | 10 | 3  | 1  | 6  | 15 | 25 | -10  |

|  | Clasificados a los Cuartos de Final del torneo. |

| 1.ª fecha; 7 de septiembre de 2014, 11:00 otros resultadosArgentino (25 de Mayo) 0 Kimberley (Mar del Plata) 1 ---------- América (Pirán) 1 Defensores (Val. del Mar) 1 ---------- Everton (La Plata) 0 Camioneros (Gral. Rodríguez) 1 | Sarmiento (Ayacucho) | 0:0     | Ferrocarril Roca (Las Flores) | Municipal José Barbieri, Ayacucho |                           |
| |                      | Reporte |                               | Árbitro(s): Sergio Méndez         | Árbitro(s): Sergio Méndez |

| 2.ª Fecha; 14 de septiembre de 2014, 15:30 otros resultadosKimberley (Mar del Plata) 2 Everton (La Plata) 0 ---------- Ferro (Las Flores) 3 América (Pirán) 3 ---------- Defensores (Val. del Mar) 1 Argentino (25 de Mayo) 1 | Camioneros (Gral. Rodríguez) | 1:0 Video en YouTube. | Sarmiento (Ayacucho) | Camioneros, Esteban Echeverría |                           |
| | Fernando Medina 4'           | Reporte               |                      | Árbitro(s): Luciano Julio      | Árbitro(s): Luciano Julio |

| 3.ª Fecha; 21 de septiembre de 2014, 15:00 otros resultadosArgentino (25 de Mayo) 0 América (Pirán) 1 ---------- Camioneros (Gral. Rodríguez) 0 Ferro (Las Flores) 1 ---------- Everton (La Plata) 2 Defensores (Val. del Mar) 1 | Sarmiento (Ayacucho) | 1:0 Video en YouTube. | Kimberley (Mar del Plata) | Municipal José Barbieri, Ayacucho |                       |
| | Julián Pringles 32'  | Reporte               |                           | Árbitro(s): Diego Gil             | Árbitro(s): Diego Gil |

| 4.ª Fecha; 28 de septiembre de 2014, 16:00 otros resultadosKimberley (Mar del Plata) 4 Camioneros (Gral. Rodríguez) 1 ---------- Ferro (Las Flores) 2 Argentino (25 de Mayo) 1 ---------- América (Pirán) 2 Everton (La Plata) 0 | Defensores (Valeria del Mar) | 0:4     | Sarmiento (Ayacucho)                                                     | Francisco Alcuaz, Madariaga |                            |
| |                              | Reporte | Julián Príngles 31' 83' · Adriano Fariña 33' · Juan Miguel Maldonado 57' | Árbitro(s): Diego Tadiello  | Árbitro(s): Diego Tadiello |

| 5.ª Fecha; 5 de octubre de 2014, 11:00 otros resultadosCamioneros (Gral. Rodríguez) 2 Defensores (Val. del Mar) 1 ---------- Kimberley (Mar del Plata) 1 Ferro (Las Flores) 0 ---------- Everton (La Plata) 6 Argentino (25 de Mayo) 2 | Sarmiento (Ayacucho)  | 1:0     | América (Pirán) | Municipal José Barbieri, Ayacucho |                          |
| | Germán Gianaccini 76' | Reporte |                 | Árbitro(s): Marcelo Sanz          | Árbitro(s): Marcelo Sanz |

| 6.ª fecha; 13 de octubre de 2014, 16:00 otros resultadosFerro (Las Flores) 0 Everton (La Plata) 0 ---------- América (Pirán) 1 Camioneros (Gral. Rodríguez) 0 ---------- Defensores (V. del Mar) 0 Kimberley (Mar del Plata) 2 | Argentino (25 de Mayo) | 0:1     | Sarmiento (Ayacucho) | El Coloso, 25 de Mayo        |                              |
| |                        | Reporte | Mariano Disipio 50'  | Árbitro(s): Gustavo Calogero | Árbitro(s): Gustavo Calogero |

| 7.ª Fecha; 19 de octubre de 2014, 16:00 otros resultadosKimberley (Mar del Plata) 0 América (Pirán) 0 ---------- Camioneros (Gral. Rodríguez) 2 Argentino (25 de Mayo) 1 ---------- Defensores (V. del Mar) 2 Ferro (Las Flores) 2 | Sarmiento (Ayacucho) | 2:1     | Everton (La Plata) | Municipal José Barbieri, Ayacucho |                          |
| | Eric Dierckx 25' 32' | Reporte | Julián Vidondo 16' | Árbitro(s): Sergio Funes          | Árbitro(s): Sergio Funes |

| 8.ª Fecha; 25 de octubre de 2014, 20:00 otros resultadosKimberley (Mar del Plata) 1 Argentino (25 de Mayo) 2 ---------- Defensores (Val. del Mar) 0 América (Pirán) 1 ---------- Camioneros (Gral. Rodríguez) 1 Everton (La Plata) 1 | Ferrocarril Roca (Las Flores) | 2:4 Video en YouTube. | Sarmiento (Ayacucho)                                      | Viaducto Ferroviario, Las Flores |                              |
| | Carricart · Tus               | Reporte               | Eric Dierckx · Maximiliano Ciarniello · Candina -' (a.g.) | Árbitro(s): Daniel Grazziano     | Árbitro(s): Daniel Grazziano |

| 9.ª fecha; 2 de noviembre de 2014, 11:00 otros resultadosEverton (La Plata) 0 Kimberley (Mar del Plata) 1 ---------- América (Pirán) 0 Ferro (Las Flores) 0 ---------- Argentino (25 de Mayo) 4 Defensores (Val. del Mar) 0 | Sarmiento (Ayacucho) | 0:0 Video en YouTube. | Camioneros (Gral. Rodríguez) | Municipal José Barbieri, Ayacucho |                            |
| |                      | Reporte               |                              | Árbitro(s): Horacio Farina        | Árbitro(s): Horacio Farina |

| 10.ª Fecha; 9 de noviembre de 2014, 11:00 otros resultadosAmérica (Pirán) 1 Argentino (25 de Mayo) 3 ---------- Ferro (Las Flores) 0 Camioneros (Gral. Rodríguez) 1 ---------- Defensores (Val. del Mar) 1 Everton (La Plata) 2 | Kimberley (Mar del Plata) | 1:1 Video en YouTube. | Sarmiento (Ayacucho) | José Alberto Valle, Mar del Plata  |                                    |
| | Damian De Hoyos           | Reporte               | Juan Maldonado       | Árbitro(s): Marcelo Cendra y Verón | Árbitro(s): Marcelo Cendra y Verón |

| 11.ª Fecha; 16 de noviembre de 2014, 17:00 otros resultadosCamioneros (Gral. Rodríguez) 1 Kimberley (Mar del Plata) 1 ---------- Argentino (25 de Mayo) 2 Ferro (Las Flores) 1 ---------- Everton (La Plata) 0 América (Pirán) 2 | Sarmiento (Ayacucho)                                                                   | 4:0     | Defensores (Valeria del Mar) | Municipal José Barbieri, Ayacucho |                              |
| | Germán Giannacini 13' · Martín Gallego 27' · Pablo Otemuro 29' · Juan M. Maldonado 77' | Reporte |                              | Árbitro(s): Claudio Cabrelli      | Árbitro(s): Claudio Cabrelli |

| 12.ª Fecha; 22 de noviembre de 2014, 17:00 otros resultadosDefensores (Val. del Mar) 0 Camioneros (Gral. Rodríguez) 1 ---------- Ferro (Las Flores) 0 Kimberley (Mar del Plata) 0 ---------- Argentino (25 de Mayo)1 Everton (La Plata) 2 | América (Pirán)  | 1:3     | Sarmiento (Ayacucho)                                                  | Néstor Kirchner, Coronel Vidal |                              |
| | Lucas Bustos 10' | Reporte | Erik Dierckx 47' · Germán Gianaccini 54' · Maximiliano Ciarniello 77' | Árbitro(s): Yamil Marchesini   | Árbitro(s): Yamil Marchesini |

| 13.ª Fecha; 30 de noviembre de 2014, 18:00 otros resultadosEverton (La Plata) 0 Ferro (Las Flores) 0 ---------- Camioneros (Gral. Rodríguez) 2 América (Pirán) 1 ---------- Kimberley (Mar del Plata) 5 Defensores (V. del Mar) 1 | Sarmiento (Ayacucho)          | 4:0     | Argentino (25 de Mayo) | Municipal José Barbieri, Ayacucho |                          |
| | Eric Dierckx · Nicolás Toledo | Reporte |                        | Árbitro(s): Dario Eberle          | Árbitro(s): Dario Eberle |

| 14.ª fecha; 5 de diciembre de 2014, 17:00 otros resultadosAmérica (Pirán) 3 Kimberley (Mar del Plata) 2 ---------- Argentino (25 de Mayo) 1 Camioneros (Gral. Rodríguez) 4 ---------- Ferro (Las Flores) 1 Defensores (V. del Mar) 1 | Everton (La Plata) | 0:1     | Sarmiento (Ayacucho) | Oscar Funes, La Plata       |                             |
| |                    | Reporte | Eric Dierckx 2'      | Árbitro(s): Cristian Blanco | Árbitro(s): Cristian Blanco |

| Pos. | Clubes                        | Pts. | PJ | PG | PE | PP | GF | GC | Dif. |
| ---- | ----------------------------- | ---- | -- | -- | -- | -- | -- | -- | ---- |
| 1.   | Sarmiento (Ayacucho)          | 33   | 14 | 10 | 3  | 1  | 26 | 6  | 20   |
| 2.   | Camioneros (Gral. Rodríguez)  | 27   | 14 | 8  | 3  | 3  | 17 | 12 | 5    |
| 3.   | Kimberley (Mar del Plata)     | 25   | 14 | 7  | 4  | 3  | 21 | 10 | 11   |
| 4.   | América (Pirán)               | 22   | 14 | 6  | 4  | 4  | 17 | 15 | 2    |
| 5.   | Everton (La Plata)            | 15   | 14 | 4  | 3  | 7  | 14 | 17 | -3   |
| 6.   | Ferrocarril Roca (Las Flores) | 14   | 14 | 2  | 8  | 4  | 12 | 15 | -3   |
| 7.   | Argentino (25 de Mayo)        | 13   | 14 | 4  | 1  | 9  | 18 | 27 | -9   |
| 8.   | Defensores (Valeria del Mar)  | 4    | 14 | 0  | 4  | 10 | 9  | 32 | -23  |

|  | Clasificaron a los Cuartos de Final del torneo. |

| Ida; 18 de enero de 2015, 21:00 | Juventud (Pergamino) | 1:1     | Sarmiento (Ayacucho) | Carlos Raúl Grondona, Pergamino |                          |
|                                 | Diego Leclercq 46'   | Reporte | Adriano Fariña 51'   | Árbitro(s): Damián Gastó        | Árbitro(s): Damián Gastó |

| Vuelta; 24 de enero de 2015, 18:00 | Sarmiento (Ayacucho)                                                      | 1:1 (2:4 p.)               | Juventud (Pergamino)                                                                  | Municipal José Barbieri, Ayacucho  |                                    |
|                                    | Pablo Otemuro 31'                                                         | Reporte                    | Juan Cruz Bichara 78'                                                                 | Árbitro(s): Marcelo Cendra y Verón | Árbitro(s): Marcelo Cendra y Verón |
|                                    |                                                                           | Tiros desde el punto penal |                                                                                       |                                    |                                    |
|                                    | Martín Gallego · Matías Faguaga · Mariano Disipio · Juan Miguel Maldonado |                            | Guido Montero · Pablo Zarate · Mirko Peralta · Juan Cruz Bichara · Nicolás Senegallés |                                    |                                    |

|  | Cuartos de final          | Cuartos de final         | Cuartos de final         |   |                        | Semifinales                        | Semifinales                        | Semifinales                        |  |  | Final                     | Final                     | Final                     |
|  | 18 y 24 de enero de 2015  | 18 y 24 de enero de 2015 | 18 y 24 de enero de 2015 |   |                        | 28 de enero y 1 de febrero de 2015 | 28 de enero y 1 de febrero de 2015 | 28 de enero y 1 de febrero de 2015 |  |  | 9 y 15 de febrero de 2015 | 9 y 15 de febrero de 2015 | 9 y 15 de febrero de 2015 |
|  |                           |                          |                          |   |                        |                                    |                                    |                                    |  |  |                           |                           |                           |
|  | Unión (Sunchales)         | 2                        | 4                        |   |                        |                                    |                                    |                                    |  |  |                           |                           |                           |
|  | Aprendices (Casilda)      | 2                        | 0                        |   |                        |                                    |                                    |                                    |  |  |                           |                           |                           |
|  | Aprendices (Casilda)      | 2                        | 0                        |   | Unión (Sunchales)      | 1                                  | 2                                  |                                    |  |  |                           |                           |                           |
|  |                           |                          |                          |   | Unión (Sunchales)      | 1                                  | 2                                  |                                    |  |  |                           |                           |                           |
|  |                           | 9 de Julio (Rafaela)     | 2                        | 0 |                        |                                    |                                    |                                    |  |  |                           |                           |                           |
|  | Sp. Rivadavia (V. Tuerto) | 9 de Julio (Rafaela)     | 2                        | 0 | 1                      | 2                                  |                                    |                                    |  |  |                           |                           |                           |
|  | Sp. Rivadavia (V. Tuerto) |                          |                          |   | 1                      | 2                                  |                                    |                                    |  |  |                           |                           |                           |
|  | 9 de Julio (Rafaela)      | 3                        | 2                        |   |                        |                                    |                                    |                                    |  |  |                           |                           |                           |
|  |                           |                          |                          |   |                        |                                    |                                    |                                    |  |  | Unión (Sunchales) *       | 1                         | 1                         |
|  |                           |                          | Juventud (Pergamino)     | 0 | 1                      |                                    |                                    |                                    |  |  |                           |                           |                           |
|  | Agropecuario (Casares)    | 0                        | 3 (5)                    |   |                        |                                    |                                    |                                    |  |  |                           |                           |                           |
|  | América (Pirán)           | 3                        | 0 (3)                    |   |                        |                                    |                                    |                                    |  |  |                           |                           |                           |
|  | América (Pirán)           | 3                        | 0 (3)                    |   | Agropecuario (Casares) | 0                                  | 0                                  |                                    |  |  |                           |                           |                           |
|  |                           |                          |                          |   | Agropecuario (Casares) | 0                                  | 0                                  |                                    |  |  |                           |                           |                           |
|  |                           | Juventud (Pergamino)     | 2                        | 2 |                        |                                    |                                    |                                    |  |  |                           |                           |                           |
|  | Sarmiento (Ayacucho)      | Juventud (Pergamino)     | 2                        | 2 | 1                      | 1 (2)                              |                                    |                                    |  |  |                           |                           |                           |
|  | Sarmiento (Ayacucho)      |                          |                          |   | 1                      | 1 (2)                              |                                    |                                    |  |  |                           |                           |                           |
|  | Juventud (Pergamino)      | 1                        | 1 (4)                    |   |                        |                                    |                                    |                                    |  |  |                           |                           |                           |

| 1.ª fecha; 31 de mayo de 2015, 11:00 | Defensores (Valeria del Mar)                            | 3:3     | Sarmiento (Ayacucho)           | Francisco Alcuaz, Madariaga |                           |
|                                      | Pablo Mansilla · Federico Cataruozzolo · Federico Jofré | Reporte | Walter Silva · Jonatan Cayumán | Árbitro(s): Alcides Silva   | Árbitro(s): Alcides Silva |

| 2.ª Fecha; 7 de junio de 2015, 15:30 | Sansinena (Gral. Cerri) | 1:0     | Sarmiento (Ayacucho) | Luis Molina, General Cerri |                         |
|                                      | Juan Pablo Scheffer 11' | Reporte |                      | Árbitro(s): Luís Armani    | Árbitro(s): Luís Armani |

| 3.ª Fecha; 14 de junio de 2015, 15:30 | Sarmiento (Ayacucho)       | 1:0     | Villa Mitre (Bahia Blanca) | Municipal José Barbieri, Ayacucho |                              |
|                                       | Maximiliano Ciarniello 77' | Reporte |                            | Árbitro(s): Daniel Grazziano      | Árbitro(s): Daniel Grazziano |

| 4.ª Fecha; 21 de junio de 2015, 15:00 | Racing (Olavarría)    | 1:0     | Sarmiento (Ayacucho) | José Buglione Martinese, Olavarría |                         |
|                                       | Matías Ordozgoiti 89' | Reporte |                      | Árbitro(s): Lucas Nieto            | Árbitro(s): Lucas Nieto |

| 5.ª Fecha; 28 de junio de 2015, 15:00 | Sarmiento (Ayacucho)                               | 2:1     | Sarmiento (Coronel Suárez) | Municipal José Barbieri, Ayacucho |                              |
|                                       | Francisco Gómez Olsen 76' · Nicolás De la Vega 88' | Reporte | Carlos Navarro 86'         | Árbitro(s): Yamil Marchesini      | Árbitro(s): Yamil Marchesini |

| 6.ª Fecha; 5 de julio de 2015, 16:00 | América (Gral. Pirán) | 0:1     | Sarmiento (Ayacucho)       | Camet Norte, Camet Norte   |                            |
|                                      |                       | Reporte | Maximiliano Ciarniello 20' | Árbitro(s): Daniel Ramundo | Árbitro(s): Daniel Ramundo |

| 7.ª Fecha; 12 de julio de 2015, 11:00 | Sarmiento (Ayacucho)                                                                               | 5:0     | F.C. Tres Algarrobos | Municipal José Barbieri, Ayacucho |                          |
|                                       | Walter Silva 9' · Jonathan Cayumán 25' 54' · Maximiliano Ciarniello 61' · Facundo De Martins 90+2' | Reporte |                      | Árbitro(s): Pedro Tormey          | Árbitro(s): Pedro Tormey |

| 8.ª Fecha; 19 de julio de 2015, 11:00 | Kimberley (Mar del Plata)            | 2:2     | Sarmiento (Ayacucho)                            | José Alberto Valle, Mar del Plata |                              |
|                                       | Damián De Hoyos 34' · Lucas Vico 75' | Reporte | Jonatan Cayumán 78' · Maxiiliano Ciarniello 83' | Árbitro(s): Gabriel Spinella      | Árbitro(s): Gabriel Spinella |

| 9.ª fecha; 26 de julio de 2015, 11:00 | Sarmiento (Ayacucho) | 0:2 | Ferrocarril Sud (Olavarría)               | Municipal José Barbieri, Ayacucho |                       |
|                                       |                      |     | Edgardo Maldonado 35' · Juan Longhini 57' | Árbitro(s): Diego Gil             | Árbitro(s): Diego Gil |

| 10.ª Fecha; 1 de agosto de 2015, 15:30 | Bella Vista (Bahía Blanca)                 | 2:2     | Sarmiento (Ayacucho)                      | Ignacio Nicolás, Bahía Blanca  |                                |
|                                        | David Boquín 21' · Juan Ignacio Lebbad 68' | Reporte | Santos Bacigalupe 46' · Carlos Flores 47' | Árbitro(s): José Luís Orellana | Árbitro(s): José Luís Orellana |

| 11.ª Fecha; 26 de agosto de 2015, 20:00 | Sarmiento (Ayacucho) | 0:2     | Liniers (Bahia Blanca)               | Municipal José Barbieri, Ayacucho |                              |
|                                         |                      | Reporte | Federico Nievas 22' · Iván López 82' | Árbitro(s): Daniel Grazziano      | Árbitro(s): Daniel Grazziano |

| 12.ª Fecha; 16 de agosto de 2015, 15:30 | Sarmiento (Ayacucho) | 1:0     | Defensores (Valeria del Mar) | Municipal José Barbieri, Ayacucho |                              |
|                                         | Jonatan Cayumán 37'  | Reporte |                              | Árbitro(s): Claudio Cabrelli      | Árbitro(s): Claudio Cabrelli |

| 13.ª Fecha; 23 de agosto de 2015, 15:30 | Sarmiento (Ayacucho)                    | 2:1     | Sansinena (Gral. Cerri) | Municipal José Barbieri, Ayacucho  |                                    |
|                                         | Jonatan Cayumán 13' · Carlos Flores 33' | Reporte | Walter Linares 10'      | Árbitro(s): Marcelo Cendra y Verón | Árbitro(s): Marcelo Cendra y Verón |

| 14.ª fecha; 29 de agosto de 2015, 16:00 | Villa Mitre (Bahia Blanca)                 | 2:0     | Sarmiento (Ayacucho) | El Fortín, Bahía Blanca    |                            |
|                                         | Nicolás Manchado 13' · Rodrigo Sánchez 87' | Reporte |                      | Árbitro(s): Walter Torraca | Árbitro(s): Walter Torraca |

| 15.ª fecha; 6 de septiembre de 2015, 15:30 | Sarmiento (Ayacucho)   | 2:0     | Racing (Olavarría) | Municipal José Barbieri, Ayacucho |                               |
|                                            | Jonatan Cayumán 7' 53' | Reporte |                    | Árbitro(s): Claudio Elichieri     | Árbitro(s): Claudio Elichieri |

| 16.ª fecha; 13 de septiembre de 2015, 15:00 | Sarmiento (Coronel Suárez) | 0:3     | Sarmiento (Ayacucho)                                             | Juan Emilio Bove, Coronel Suárez |                         |
|                                             |                            | Reporte | Walter Silva 9' · Carlos Flores 32' · Maximiliano Ciarniello 77' | Árbitro(s): Lucas Nieto          | Árbitro(s): Lucas Nieto |

| 17.ª Fecha; 20 de septiembre de 2015, 15:30 | Sarmiento (Ayacucho) | 0:0     | América (Gral. Pirán) | Municipal José Barbieri, Ayacucho |                              |
|                                             |                      | Reporte |                       | Árbitro(s): Claudio Cabrelli      | Árbitro(s): Claudio Cabrelli |

| 18.ª Fecha; 14 de octubre de 2015, 15:00 | F.C. Tres Algarrobos | 1:1     | Sarmiento (Ayacucho)  | Pedro Tártara, Tres Algarrobos  |                                 |
|                                          | Lucas Maldonado 61'  | Reporte | Maximiliano Araya 65' | Árbitro(s): Jorge Gustavo Potes | Árbitro(s): Jorge Gustavo Potes |

| 19.ª Fecha; 27 de septiembre de 2015, 15:30 | Sarmiento (Ayacucho)       | 1:0     | Kimberley (Mar del Plata) | Municipal José Barbieri, Ayacucho |                              |
|                                             | Maximiliano Ciarniello 71' | Reporte |                           | Árbitro(s): Claudio Elichiri      | Árbitro(s): Claudio Elichiri |

| 20.ª Fecha; 5 de octubre de 2015, 21:00 | Ferrocarril Sud (Olavarría) | 0:1     | Sarmiento (Ayacucho) | Domingo Colasurdo, Olavarría |                          |
|                                         |                             | Reporte | Mariano Disipio 30'  | Árbitro(s): Marcelo Sanz     | Árbitro(s): Marcelo Sanz |

| 21.ª Fecha; 11 de octubre de 2015, 16:00 | Sarmiento (Ayacucho) | 1:0     | Bella Vista (Bahía Blanca) | Municipal José Barbieri, Ayacucho |                              |
|                                          | Jonathan Cayumán 17' | Reporte |                            | Árbitro(s): Sebastián Málaga      | Árbitro(s): Sebastián Málaga |

| 22.ª Fecha; 17 de octubre de 2015, 11:30 | Liniers (Bahia Blanca)          | 2:0     | Sarmiento (Ayacucho) | Alejandro Pérez, Bahía Blanca |                             |
|                                          | Guillermo Donati · Alexis Pacho | Reporte |                      | Árbitro(s): Julio Benavidez   | Árbitro(s): Julio Benavidez |

| Pos. | Clubes                       | Pts. | PJ | PG | PE | PP | GF | GC | Dif. |
| ---- | ---------------------------- | ---- | -- | -- | -- | -- | -- | -- | ---- |
| 1.   | Sansinena (Gral. Cerri)      | 56   | 22 | 18 | 2  | 2  | 50 | 16 | 34   |
| 2.   | Liniers (Bahia Blanca)       | 49   | 22 | 15 | 4  | 3  | 38 | 16 | 22   |
| 3.   | Villa Mitre (Bahía Blanca)   | 43   | 22 | 13 | 4  | 5  | 46 | 18 | 28   |
| 4.   | Kimberley (Mar del Plata)    | 43   | 22 | 12 | 7  | 3  | 25 | 12 | 13   |
| 5.   | Sarmiento (Ayacucho)         | 38   | 22 | 11 | 5  | 6  | 28 | 20 | 8    |
| 6.   | América (Gral. Pirán)        | 32   | 22 | 8  | 8  | 6  | 30 | 23 | 7    |
| 7.   | Ferrocarril Sud (Olavarría)  | 29   | 22 | 8  | 5  | 9  | 32 | 29 | 3    |
| 8.   | Bella Vista (Bahía Blanca)   | 23   | 22 | 6  | 5  | 11 | 31 | 33 | -2   |
| 9.   | Sarmiento (Coronel Suárez)   | 21   | 22 | 6  | 3  | 13 | 22 | 39 | -17  |
| 10.  | Racing (Olavarría)           | 17   | 22 | 4  | 5  | 13 | 17 | 26 | -9   |
| 11.  | Defensores (Valeria del Mar) | 10   | 22 | 2  | 4  | 15 | 17 | 46 | -29  |
| 12.  | F.C. Tres Algarrobos         | 7    | 22 | 2  | 1  | 19 | 11 | 69 | -58  |

|  | Clasificaron a la Segunda Fase del torneo. |
|  | Descendieron al Federal C 2016.            |

| 1.ª fecha; 27 de octubre de 2015, 20:30 | Sarmiento (Ayacucho)    | 2:0     | Kimberley (Mar del Plata) | Municipal José Barbieri, Ayacucho |                            |
|                                         | Jonatan Cayumán 44' 57' | Reporte |                           | Árbitro(s): Gustavo Altuna        | Árbitro(s): Gustavo Altuna |

| 2.ª Fecha; 1 de noviembre de 2015, 16:00 | El Linqueño (Lincoln)                              | 3:2     | Sarmiento (Ayacucho)   | Leonardo Costa, Lincoln |                       |
|                                          | Ezequiel Petrovelli 19' 53' · Leandro Millares 80' | Reporte | Walter Silva 27' 90+2' | Árbitro(s): Alejo Cid   | Árbitro(s): Alejo Cid |

| 3.ª Fecha; 7 de noviembre de 2015, 20:30 | Sarmiento (Ayacucho)                                                                  | 4:3     | Agropecuario (Carlos Casares)                             | Municipal José Barbieri, Ayacucho |                            |
|                                          | Nicolás De la Vega 40' · Pablo Otemuro 64' · Abel Najurieta 77' · Jonatan Cayumán 85' | Reporte | Juan Todino 4' · Alejandro Aguirre 6' · Diego Giménez 17' | Árbitro(s): Diego Tadiello        | Árbitro(s): Diego Tadiello |

| 5.ª Fecha; 15 de noviembre de 2015, 17:00 | Rivadavia (Lincoln) | 0:0     | Sarmiento (Ayacucho) | El Coliseo, Lincoln           |                               |
|                                           |                     | Reporte |                      | Árbitro(s): Guillermo Yacante | Árbitro(s): Guillermo Yacante |

| 6.ª Fecha; 19 de noviembre de 2015, 20:30 | Sarmiento (Ayacucho)       | 1:0     | Liniers (Bahia Blanca) | Municipal José Barbieri, Ayacucho |                           |
|                                           | Maximiliano Ciarniello 52' | Reporte |                        | Árbitro(s): Cristian Arce         | Árbitro(s): Cristian Arce |

| 7.ª Fecha; 23 de noviembre de 2015, 17:00 | Jorge Newbery (Junín) | 1:3     | Sarmiento (Ayacucho)                         | El Aviador, Junín         |                           |
|                                           | José Alfonso          | Reporte | Juan Manuel Ledesma · Maximiliano Ciarniello | Árbitro(s): Daniel Asenjo | Árbitro(s): Daniel Asenjo |

| Pos. | Clubes                        | Pts. | PJ | PG | PE | PP | GF | GC | Dif. |
| ---- | ----------------------------- | ---- | -- | -- | -- | -- | -- | -- | ---- |
| 1.   | Sarmiento (Ayacucho)          | 13   | 6  | 4  | 1  | 1  | 12 | 7  | 5    |
| 2.   | Agropecuario (Carlos Casares) | 12   | 6  | 4  | 0  | 2  | 14 | 6  | 8    |
| 3.   | Liniers (Bahía Blanca)        | 9    | 6  | 2  | 3  | 1  | 4  | 3  | 1    |
| 4.   | Rivadavia (Lincoln)           | 9    | 6  | 2  | 3  | 1  | 5  | 5  | 0    |
| 5.   | El Linqueño (Lincoln)         | 8    | 6  | 2  | 2  | 2  | 9  | 10 | -1   |
| 6.   | Jorge Newbery (Junín)         | 4    | 6  | 1  | 1  | 4  | 6  | 12 | -6   |
| 7.   | Kimberley (Mar del Plata)     | 3    | 6  | 1  | 0  | 5  | 3  | 10 | -7   |

|  | Clasificaron a los Cuartos de final del torneo. |

| Ida; 28 de noviembre de 2015, 17:00 | Germinal (Rawson)     | 2:0     | Sarmiento (Ayacucho) | El Fortín, Rawson             |                               |
|                                     | Gonzalo Gómez 24' 43' | Reporte |                      | Árbitro(s): Adrián Antillanca | Árbitro(s): Adrián Antillanca |

| Vuelta; 3 de diciembre de 2015, 20:30 | Sarmiento (Ayacucho)       | 1:1     | Germinal (Rawson) | Municipal José Barbieri, Ayacucho |                              |
|                                       | Maximiliano Ciarniello 39' | Reporte | Darío Zampini 82' | Árbitro(s): Claudio Elichiri      | Árbitro(s): Claudio Elichiri |

|  | Cuartos de final                          | Cuartos de final                          | Cuartos de final                          |   |                            | Semifinales                 | Semifinales                 | Semifinales                 |  |  | Final                        | Final                        | Final                        |
|  | 28 de noviembre al 3 de diciembre de 2015 | 28 de noviembre al 3 de diciembre de 2015 | 28 de noviembre al 3 de diciembre de 2015 |   |                            | 9 y 13 de diciembre de 2015 | 9 y 13 de diciembre de 2015 | 9 y 13 de diciembre de 2015 |  |  | 16 y 20 de diciembre de 2015 | 16 y 20 de diciembre de 2015 | 16 y 20 de diciembre de 2015 |
|  |                                           |                                           |                                           |   |                            |                             |                             |                             |  |  |                              |                              |                              |
|  | Villa Mitre (Bahia Blanca)                | 1                                         | 2                                         |   |                            |                             |                             |                             |  |  |                              |                              |                              |
|  | Liniers (Bahia Blanca)                    | 0                                         | 0                                         |   |                            |                             |                             |                             |  |  |                              |                              |                              |
|  | Liniers (Bahia Blanca)                    | 0                                         | 0                                         |   | Villa Mitre (Bahia Blanca) | 1                           | 1                           |                             |  |  |                              |                              |                              |
|  |                                           |                                           |                                           |   | Villa Mitre (Bahia Blanca) | 1                           | 1                           |                             |  |  |                              |                              |                              |
|  |                                           | Germinal (Rawson)                         | 1                                         | 0 |                            |                             |                             |                             |  |  |                              |                              |                              |
|  | Sarmiento (Ayacucho)                      | Germinal (Rawson)                         | 1                                         | 0 | 0                          | 1                           |                             |                             |  |  |                              |                              |                              |
|  | Sarmiento (Ayacucho)                      |                                           |                                           |   | 0                          | 1                           |                             |                             |  |  |                              |                              |                              |
|  | Germinal (Rawson)                         | 2                                         | 1                                         |   |                            |                             |                             |                             |  |  |                              |                              |                              |
|  |                                           |                                           |                                           |   |                            |                             |                             |                             |  |  | Villa Mitre (Bahia Blanca) * | 0                            | 3                            |
|  |                                           |                                           | Sp. Rivadavia (V. Tuerto)                 | 1 | 1                          |                             |                             |                             |  |  |                              |                              |                              |
|  | Sp. Rivadavia (V. Tuerto)                 | 1                                         | 4                                         |   |                            |                             |                             |                             |  |  |                              |                              |                              |
|  | Jorge Newbery (Villa Mercedes)            | 1                                         | 1                                         |   |                            |                             |                             |                             |  |  |                              |                              |                              |
|  | Jorge Newbery (Villa Mercedes)            | 1                                         | 1                                         |   | Sp. Rivadavia (V. Tuerto)  | 3                           | 1                           |                             |  |  |                              |                              |                              |
|  |                                           |                                           |                                           |   | Sp. Rivadavia (V. Tuerto)  | 3                           | 1                           |                             |  |  |                              |                              |                              |
|  |                                           | Sansinena (Gral. Cerri)                   | 0                                         | 3 |                            |                             |                             |                             |  |  |                              |                              |                              |
|  | Sansinena (Gral. Cerri)                   | Sansinena (Gral. Cerri)                   | 0                                         | 3 | 1                          | 1                           |                             |                             |  |  |                              |                              |                              |
|  | Sansinena (Gral. Cerri)                   |                                           |                                           |   | 1                          | 1                           |                             |                             |  |  |                              |                              |                              |
|  | Agropecuario (Carlos Casares)             | 0                                         | 1                                         |   |                            |                             |                             |                             |  |  |                              |                              |                              |

| 1.ª fecha; 14 de agosto de 2016, 15:30 | Sarmiento (Ayacucho)  | 1:0     | Argentino (25 de Mayo) | Municipal José Barbieri, Ayacucho |                              |
|                                        | Cristian Curuchet 20' | Reporte |                        | Árbitro(s): Claudio Elichiri      | Árbitro(s): Claudio Elichiri |

| 3.ª Fecha; 27 de agosto de 2016, 19:00 | Ferrocarril Roca (Las Flores) | 1:0     | Sarmiento (Ayacucho) | Viaducto Ferroviario, Las Flores |                              |
|                                        | Juan Ignacio Turri 73'        | Reporte |                      | Árbitro(s): Yamil Marchesini     | Árbitro(s): Yamil Marchesini |

| 4.ª Fecha; 4 de septiembre de 2016, 15:00 | Sarmiento (Ayacucho)  | 1:1     | Kimberley (Mar del Plata) | Municipal José Barbieri, Ayacucho |                       |
|                                           | Cristian Curuchet 18' | Reporte | Lucas Enríquez 27'        | Árbitro(s): Diego Gil             | Árbitro(s): Diego Gil |

| 5.ª Fecha; 10 de septiembre de 2016, 15:30 | Racing (Balcarce)                     | 2:4     | Sarmiento (Ayacucho)                                                       | Municipal General Balcarce, Balcarce |                              |
|                                            | Franco Vega 37' · Nahuel Glorioso 41' | Reporte | Pablo Otemuro 46' · Abel Najurieta 77' · Pablo Sosa 80' · Nicolás Báez 85' | Árbitro(s): Claudio Elichiri         | Árbitro(s): Claudio Elichiri |

| 6.ª Fecha; 18 de septiembre de 2016, 11:00 | Sarmiento (Ayacucho) | 0:0     | Círculo Deportivo (Otamendi) | Municipal José Barbieri, Ayacucho |                            |
|                                            |                      | Reporte |                              | Árbitro(s): Diego Tadiello        | Árbitro(s): Diego Tadiello |

| 7.ª Fecha; 25 de septiembre de 2016, 16:00 | América (Gral. Pirán) | 0:3     | Sarmiento (Ayacucho)                                             | Néstor Kirchner, Coronel Vidal |                              |
|                                            |                       | Reporte | Octavio Bianchi 76' · Alexis Morales 78' · Cristian Curuchet 90' | Árbitro(s): Juan Cruz Pampin   | Árbitro(s): Juan Cruz Pampin |

| 8.ª Fecha; 1 de octubre de 2016, 19:30 | Argentino (25 de Mayo) | 0:0     | Sarmiento (Ayacucho) | El Coloso, 25 de Mayo        |                              |
|                                        |                        | Reporte |                      | Árbitro(s): Claudio Elichiri | Árbitro(s): Claudio Elichiri |

| 10.ª Fecha; 14 de octubre de 2016, 20:15 | Sarmiento (Ayacucho)        | 3:1     | Ferrocarril Roca (Las Flores) | Municipal José Barbieri, Ayacucho |                              |
|                                          | Pablo Sosa · Octavio Biachi | Reporte | Juan Ignacio Turri            | Árbitro(s): Sebastián Málaga      | Árbitro(s): Sebastián Málaga |

| 11.ª Fecha; 23 de octubre de 2016, 11:15 | Kimberley (Mar del Plata) | 1:3     | Sarmiento (Ayacucho)                                          | José Alberto Valle, Mar del Plata |                              |
|                                          | Emanuel Pennisi 57'       | Reporte | Pablo Sosa 19' · Aldo Suárez 39' (a.g.) · Octavio Bianchi 49' | Árbitro(s): Yamil Marchesini      | Árbitro(s): Yamil Marchesini |

| 12.ª Fecha; 30 de octubre de 2016, 16:00 | Sarmiento (Ayacucho)  | 1:0     | Racing (Balcarce) | Municipal José Barbieri, Ayacucho |                       |
|                                          | Cristian Curuchet 33' | Reporte |                   | Árbitro(s): Diego Gil             | Árbitro(s): Diego Gil |

| 13.ª Fecha; 6 de noviembre de 2016, 16:00 | Círculo Deportivo (Otamendi) | 1:1     | Sarmiento (Ayacucho) | Guillermo Trama, Otamendi    |                              |
|                                           | Enzo Aztiz 75'               | Reporte | Alexis Morales 74'   | Árbitro(s): Sebastián Málaga | Árbitro(s): Sebastián Málaga |

| 14.ª fecha; 12 de noviembre de 2016, 17:00 | Sarmiento (Ayacucho)                     | 2:0     | América (Gral. Pirán) | Municipal José Barbieri, Ayacucho |                            |
|                                            | César Espende 22' · Federico Quintas 32' | Reporte |                       | Árbitro(s): Walter Torraca        | Árbitro(s): Walter Torraca |

| Pos. | Clubes                        | Pts. | PJ | PG | PE | PP | GF | GC | Dif. |
| ---- | ----------------------------- | ---- | -- | -- | -- | -- | -- | -- | ---- |
| 1.   | Sarmiento (Ayacucho)          | 25   | 12 | 7  | 4  | 1  | 19 | 7  | 12   |
| 2.   | Kimberley (Mar del Plata)     | 25   | 12 | 7  | 4  | 1  | 19 | 9  | 10   |
| 3.   | Círculo Deportivo (Otamendi)  | 19   | 12 | 5  | 4  | 3  | 11 | 9  | 2    |
| 4.   | Argentino (25 de Mayo)        | 15   | 12 | 4  | 3  | 5  | 10 | 12 | -2   |
| 5.   | América (Gral. Pirán)         | 13   | 12 | 3  | 4  | 5  | 11 | 11 | 0    |
| 6.   | Ferrocarril Roca (Las Flores) | 12   | 12 | 3  | 3  | 6  | 8  | 15 | -7   |
| 7.   | Racing (Balcarce)             | 5    | 12 | 1  | 2  | 9  | 8  | 23 | -15  |

|  | Clasificaron a los Cuartos de Final del torneo. |

| Ida; 17 de noviembre de 2016, 17:00 | Bella Vista (Bahía Blanca) | 0:0     | Sarmiento (Ayacucho) | Ignacio Nicolás, Bahía Blanca |                               |
|                                     |                            | Reporte |                      | Árbitro(s): Alejandro Berruti | Árbitro(s): Alejandro Berruti |

| Vuelta; 21 de noviembre de 2016, 20:00 | Sarmiento (Ayacucho)                                                                               | 2:2 (6:5 p.)               | Bella Vista (Bahía Blanca)                                                                                       | Municipal José Barbieri, Ayacucho |                       |
|                                        | Nicolás Toledo 18' · Octavio Bianchi 79'                                                           | Reporte                    | Gabino Belleggia 75' · Gabriel Ianni 90+3'                                                                       | Árbitro(s): Diego Gil             | Árbitro(s): Diego Gil |
|                                        | | Tiros desde el punto penal | |                                   |                       |
|                                        | Alexis Morales · Víctor Reynoso · Luciano Lorenzo · Pablo Sosa · Cristian Curuchet · César Espende |                            | Enzo González García · Jonathan Ribes · Maximiliano Vallejos · Jonathan Romero · Fernando Priore · Lucas Machaín |                                   |                       |

| Ida; 27 de noviembre de 2016, 17:00 | Sansinena (Gral. Cerri)                 | 2:1     | Sarmiento (Ayacucho) | Luis Molina, General Cerri |                           |
|                                     | Mariano Mc Coubrey · Nicolás Ballestero | Reporte | Jonathan Penna       | Árbitro(s): Bruno Amiconi  | Árbitro(s): Bruno Amiconi |

| Vuelta; 4 de diciembre de 2016, 18:30 | Sarmiento (Ayacucho) | 1:2     | Sansinena (Gral. Cerri)                          | Municipal José Barbieri, Ayacucho |                              |
|                                       | Pablo Sosa 4'        | Reporte | Mariano Mc Coubrey 26' · Juan Pablo Scheffer 65' | Árbitro(s): Claudio Elichiri      | Árbitro(s): Claudio Elichiri |
| Partido suspendido por incidentes.    |                      |         |                                                  |                                   |                              |

|  | Cuartos de final             | Cuartos de final           | Cuartos de final          |       |                         | Semifinales                      | Semifinales                      | Semifinales                      |  |  | Final                | Final                | Final                |
|  | 16 al 21 de noviembre        | 16 al 21 de noviembre      | 16 al 21 de noviembre     |       |                         | 27 de noviembre y 4 de diciembre | 27 de noviembre y 4 de diciembre | 27 de noviembre y 4 de diciembre |  |  | 11 y 17 de diciembre | 11 y 17 de diciembre | 11 y 17 de diciembre |
|  |                              |                            |                           |       |                         |                                  |                                  |                                  |  |  |                      |                      |                      |
|  | Huracán (Comodoro Rivadavia) | 0                          | 0                         |       |                         |                                  |                                  |                                  |  |  |                      |                      |                      |
|  | Germinal (Rawson)            | 5                          | 1                         |       |                         |                                  |                                  |                                  |  |  |                      |                      |                      |
|  | Germinal (Rawson)            | 5                          | 1                         |       | Germinal (Rawson)       | 2                                | 3 (3)                            |                                  |  |  |                      |                      |                      |
|  |                              |                            |                           |       | Germinal (Rawson)       | 2                                | 3 (3)                            |                                  |  |  |                      |                      |                      |
|  |                              | J. Newbery (Comodoro Riv.) | 4                         | 1 (1) |                         |                                  |                                  |                                  |  |  |                      |                      |                      |
|  | Sol de Mayo (Viedma)         | J. Newbery (Comodoro Riv.) | 4                         | 1 (1) | 0                       | 0                                |                                  |                                  |  |  |                      |                      |                      |
|  | Sol de Mayo (Viedma)         |                            |                           |       | 0                       | 0                                |                                  |                                  |  |  |                      |                      |                      |
|  | J. Newbery (Comodoro Riv.)   | 0                          | 2                         |       |                         |                                  |                                  |                                  |  |  |                      |                      |                      |
|  |                              |                            |                           |       |                         |                                  |                                  |                                  |  |  | Germinal (Rawson)    | 0                    | 0                    |
|  |                              |                            | Sansinena (Gral. Cerri) * | 0     | 2                       |                                  |                                  |                                  |  |  |                      |                      |                      |
|  | Sansinena (Gral. Cerri)      | 1                          | 0 (4)                     |       |                         |                                  |                                  |                                  |  |  |                      |                      |                      |
|  | Kimberley (Mar del Plata)    | 1                          | 0 (3)                     |       |                         |                                  |                                  |                                  |  |  |                      |                      |                      |
|  | Kimberley (Mar del Plata)    | 1                          | 0 (3)                     |       | Sansinena (Gral. Cerri) | 2                                | 2                                |                                  |  |  |                      |                      |                      |
|  |                              |                            |                           |       | Sansinena (Gral. Cerri) | 2                                | 2                                |                                  |  |  |                      |                      |                      |
|  |                              | Sarmiento (Ayacucho)       | 1                         | 1     |                         |                                  |                                  |                                  |  |  |                      |                      |                      |
|  | Sarmiento (Ayacucho)         | Sarmiento (Ayacucho)       | 1                         | 1     | 0                       | 2 (6)                            |                                  |                                  |  |  |                      |                      |                      |
|  | Sarmiento (Ayacucho)         |                            |                           |       | 0                       | 2 (6)                            |                                  |                                  |  |  |                      |                      |                      |
|  | Bella Vista (Bahía Blanca)   | 0                          | 2 (5)                     |       |                         |                                  |                                  |                                  |  |  |                      |                      |                      |

### Quinta categoría del fútbol argentino:Torneo del Interior (Argentino C),Torneo Federal C[11]
| Club              | Nro. | Temporada                                | Mejor actuación  |
| ----------------- | ---- | ---------------------------------------- | ---------------- |
| Defensores        | 7    | 2008, 2009, 2010, 2011, 2012, 2013, 2014 | 16.os de final   |
| Sarmiento         | 7    | 2006, 2007, 2008, 2009, 2010, 2011, 2013 | Semifinales      |
| Atlético Ayacucho | 6    | 2008, 2009, 2010, 2012, 2014, 2015       | Cuartos de final |

| 1.ª fecha; 22 de enero de 2006 | Juventud Agraria (Rauch) | 1:2     | Sarmiento (Ayacucho) | Municipal, Rauch              |                               |
|                                |                          | Reporte |                      | Árbitro(s): Ezequiel Maittini | Árbitro(s): Ezequiel Maittini |

| 2.ª Fecha; 29 de enero de 2006 | Sarmiento (Ayacucho) | 0:1     | Azul Atlhletic (Azul) | Municipal José Barbieri, Ayacucho |                            |
|                                |                      | Reporte | Lorenzo Burgos        | Árbitro(s): Santiago Pérez        | Árbitro(s): Santiago Pérez |

| 3.ª Fecha; 5 de febrero de 2006 | Chacarita (Azul) | 6:2     | Sarmiento (Ayacucho) | Chacarita, Azul            |                            |
|                                 |                  | Reporte |                      | Árbitro(s): Héctor Ledesma | Árbitro(s): Héctor Ledesma |

| 4.ª Fecha; 12 de febrero de 2006 | Sarmiento (Ayacucho)            | 4:1     | Juventud Agraria (Rauch) | Municipal José Barbieri, Ayacucho |                          |
|                                  | Roberto Ponce · Braulio Lorenzo | Reporte | Marcelo Urtiaga          | Árbitro(s): Abel Melchor          | Árbitro(s): Abel Melchor |

| 5.ª Fecha; 19 de febrero de 2006 | Azul Atlhletic (Azul) | 1:2     | Sarmiento (Ayacucho) | Lorenzo Palacios, Azul    |                           |
|                                  | Víctor Vidal          | Reporte | Roberto Ponce ·      | Árbitro(s): Cesar Arouxet | Árbitro(s): Cesar Arouxet |

| 6.ª Fecha; 26 de febrero de 2006 | Sarmiento (Ayacucho) | 1:2 | Chacarita (Azul) | Municipal José Barbieri, Ayacucho |  |
|                                  |                      |     |                  | Árbitro(s): Miguel Guerrero       |  |

| Pos. | Clubes                   | Pts. | PJ | PG | PE | PP | GF | GC | Dif. |
| ---- | ------------------------ | ---- | -- | -- | -- | -- | -- | -- | ---- |
| 1.   | Chacarita Juniors (Azul) | 14   | 6  | 4  | 2  | 0  | 24 | 9  | 15   |
| 2.   | Sarmiento (Ayacucho)     | 9    | 6  | 3  | 0  | 3  | 11 | 12 | -1   |
| 3.   | Azul Athletic (Azul)     | 9    | 6  | 2  | 3  | 1  | 20 | 10 | 10   |
| 4.   | Juventud Agraria (Rauch) | 1    | 6  | 0  | 1  | 5  | 10 | 34 | -24  |

|  | Clasificados a Dieciseisavos de Final del torneo. |

| Ida; 12 de marzo de 2006 | Sarmiento (Ayacucho) | 2:1     | Amigos Unidos (Balcarce) | Municipal José Barbieri, Ayacucho |                              |
|                          |                      | Reporte | Andrés Guzmán            | Árbitro(s): Fernando Álvarez      | Árbitro(s): Fernando Álvarez |

| Vuelta; 19 de marzo de 2006 | Amigos Unidos (Balcarce) | 0:1 | Sarmiento (Ayacucho) | Municipal Gral. Balcarce, Balcarce |  |
|                             |                          |     |                      | Árbitro(s): Sergio Mella           |  |

| Ida; 26 de marzo de 2006 | Sarmiento (Ayacucho) | 1:2     | C. J. Carlos Calvo (Saladillo) | Municipal José Barbieri, Ayacucho |                          |
|                          | Emilio Cordonnier    | Reporte | Marín · Pablo Massaccesi       | Árbitro(s): Darío Eberle          | Árbitro(s): Darío Eberle |

| Vuelta; 2 de abril de 2006 | C. J. Carlos Calvo (Saladillo) | 2:1     | Sarmiento (Ayacucho) |                            |                            |
|                            | Marín · Pablo Massaccesi       | Reporte | Anotado              | Árbitro(s): Ramón Pigñuelo | Árbitro(s): Ramón Pigñuelo |

| 1.ª fecha; 21 de enero de 2007 otros resultadosIndependiente (Tandil) 2 Atlético San Manuel 2 | Sarmiento (Ayacucho)                        | 2:4     | Jorge Newbery (Laprida)                       | Municipal José Barbieri, Ayacucho |                          |
|                                                                                               | Adrián Roelofs 23' · Fabián Insaurralde 42' | Reporte | Atilio Aresi 4' 14' 44' · Daniel González 37' | Árbitro(s): Jorge Baliño          | Árbitro(s): Jorge Baliño |

| 2.ª Fecha; 27 de enero de 2007 otros resultadosJorge Newbery (Laprida) 3 Independiente (Tandil) 1 | Atl. San Manuel (San Manuel) | 1:1     | Sarmiento (Ayacucho) | Municipal Gral. San Martín, Tandil |                          |
|                                                                                                   | Matías Indacoechea           | Reporte | Fabián Insaurralde   | Árbitro(s): Sergio Mella           | Árbitro(s): Sergio Mella |

| 3.ª Fecha; 3 de febrero de 2007 otros resultadosSan Manuel 1 Jorge Newbery (Laprida) 2 | Sarmiento (Ayacucho) | 1:1     | Independiente (Tandil) | Municipal José Barbieri, Ayacucho |                          |
|                                                                                        | Adrián Roelofs       | Reporte | Matías Petersen        | Árbitro(s): Abel Melchor          | Árbitro(s): Abel Melchor |

| 4.ª Fecha; 11 de febrero de 2007 otros resultadosAtlético San Manuel 7 Independiente (Tandil) 1 | Jorge Newbery (Laprida) | 0:1     | Sarmiento (Ayacucho) | Hugo Andrés Prátula, Laprida |                           |
|                                                                                                 |                         | Reporte | Luis Missón 88'      | Árbitro(s): Marcelo Gadea    | Árbitro(s): Marcelo Gadea |

| 5.ª Fecha; 18 de febrero de 2007 otros resultadosIndependiente (Tandil) 3 Jorge Newbery (Laprida) 1 | Sarmiento (Ayacucho) | 0:0 | Atl. San Manuel (San Manuel) | Municipal José Barbieri, Ayacucho |  |
| |                      |     |                              | Árbitro(s): Luis Correa           |  |

| 6.ª fecha; 25 de febrero de 2007 otros resultadosJorge Newbery (Laprida) 2 San Manuel 3 | Independiente (Tandil) | 0:3     | Sarmiento (Ayacucho)                         | Municipal Gral. San Martín, Tandil |                             |
|                                                                                         |                        | Reporte | Luis Missón 34' · Fabián Insaurralde 63' 85' | Árbitro(s): Miguel Guerrero        | Árbitro(s): Miguel Guerrero |

| Pos. | Clubes                       | Pts. | PJ | PG | PE | PP | GF | GC | Dif. |
| ---- | ---------------------------- | ---- | -- | -- | -- | -- | -- | -- | ---- |
| 1.   | Atl. San Manuel (San Manuel) | 9    | 6  | 2  | 3  | 1  | 14 | 8  | 6    |
| 2.   | Jorge Newbery (Laprida)      | 9    | 6  | 3  | 0  | 3  | 12 | 11 | 1    |
| 3.   | Sarmiento (Ayacucho)         | 9    | 6  | 2  | 3  | 1  | 8  | 6  | 2    |
| 4.   | Independiente (Tandil)       | 5    | 6  | 1  | 2  | 3  | 8  | 17 | -9   |

|  | Clasificados a Dieciseisavos de Final del torneo. |

| Fecha 1; 20 de enero de 2008 otros resultadosBotafogo (Rauch) 2 Ferrocarril Roca (Las Flores) 0 | Atlético-Defensores (Ayacucho) | 1:0 | Sarmiento (Ayacucho) | Municipal José Barbieri, Ayacucho |                         |
|                                                                                                 | Alejandro Atela 90'            |     |                      | Árbitro(s): Jorge Ocaño           | Árbitro(s): Jorge Ocaño |

| 2.ª Fecha; 27 de enero de 2008 | Ferrocarril Roca (Las Flores) | 2:1 | Atlético-Defensores (Ayacucho) | Viaducto Ferroviario, Las Flores |  |
|                                | Leandro Rodríguez · Rafecas   |     | Gastón Olavarrieta             |                                  |  |

| 2.ª Fecha; 27 de enero de 2008 | Sarmiento (Ayacucho) | 1:3 | Botafogo (Rauch)                           | Municipal José Barbieri, Ayacucho |                          |
|                                | Braulio Lorenzo 13'  |     | Mauricio Peralta 3' 35' · Luis Lupardo 73' | Árbitro(s): Abel Melchor          | Árbitro(s): Abel Melchor |

| 3.ª Fecha; 3 de febrero de 2008 | Atlético-Defensores (Ayacucho)                                     | 3:1 | Botafogo (Rauch)     | Municipal José Barbieri, Ayacucho |  |
|                                 | Gustavo Arozarena 14' · Gastón Olavarrieta 51' · Julio Vanegas 89' |     | Mauricio Peralta 23' |                                   |  |

| 3.ª Fecha; 3 de febrero de 2008 | Ferrocarril Roca (Las Flores) | 0:3 | Sarmiento (Ayacucho)                  | Viaducto Ferroviario, Las Flores |  |
|                                 |                               |     | Fabián Insaurralde · Guillermo Vargas |                                  |  |

| 4.ª Fecha; 10 de febrero de 2008 otros resultadosFerrocarril Roca (Las Flores) 2 Botafogo (Rauch) 1 | Sarmiento (Ayacucho)   | 1:3 | Atlético-Defensores (Ayacucho)                                       | Municipal José Barbieri, Ayacucho |                          |
| | Fabián Insaurralde 85' |     | Gustavo Arozarena 15' · Gastón Olavarrieta 62' · Alejandro Atela 72' | Árbitro(s): Facundo Díaz          | Árbitro(s): Facundo Díaz |

| 5.ª Fecha; 17 de febrero de 2008 | Atlético-Defensores (Ayacucho)             | 2:1 | Ferrocarril Roca (Las Flores) | Municipal José Barbieri, Ayacucho |                          |
|                                  | Esteban Ocaño 57' · Gastón Olavarrieta 66' |     | Pablo Amendolare 6'           | Árbitro(s): Abel Melchor          | Árbitro(s): Abel Melchor |

| 5.ª Fecha; 17 de febrero de 2008 | Botafogo (Rauch)                                 | 4:0 | Sarmiento (Ayacucho) | Municipal, Rauch           |                            |
|                                  | Santiago Bacas 34' 48' 79' · Claudio Coumeig 64' |     |                      | Árbitro(s): Alberto Bustos | Árbitro(s): Alberto Bustos |

| 6.ª fecha; 23 de febrero de 2008 | Botafogo (Rauch)                          | 2:0 | Atlético-Defensores (Ayacucho) | Municipal, Rauch |  |
|                                  | Santiago Bacas 25' · Mauricio Peralta 36' |     |                                |                  |  |

| 6.ª fecha; 23 de febrero de 2008 | Sarmiento (Ayacucho)                             | 3:2 | Ferrocarril Roca (Las Flores) | Municipal José Barbieri, Ayacucho |                           |
|                                  | Juan Cruz Albano · Fabián Insaurralde · González |     | Juan Sánchez · Serafín Rubino | Árbitro(s): Andrés Merlos         | Árbitro(s): Andrés Merlos |

| Pos. | Clubes                         | Pts. | PJ | PG | PE | PP | GF | GC | Dif. |
| ---- | ------------------------------ | ---- | -- | -- | -- | -- | -- | -- | ---- |
| 1.   | Botafogo (Rauch)               | 12   | 6  | 4  | 0  | 2  | 13 | 6  | 7    |
| 2.   | Atlético-Defensores (Ayacucho) | 12   | 6  | 4  | 0  | 2  | 10 | 7  | 3    |
| 3.   | Sarmiento (Ayacucho)           | 6    | 6  | 2  | 0  | 4  | 8  | 13 | -5   |
| 4.   | Ferrocarril Roca (Las Flores)  | 6    | 6  | 2  | 0  | 4  | 7  | 12 | -5   |

|  | Clasificados a Treintaidosavos de Final del torneo. |

| Ida; 9 de marzo de 2008 | Atlético-Defensores (Ayacucho) | 0:2     | Social Mar del Tuyú     | Municipal José Barbieri, Ayacucho |                             |
|                         |                                | Reporte | Octavio Estévez 35' 60' | Árbitro(s): Darío Paciaroni       | Árbitro(s): Darío Paciaroni |

| Vuelta; 16 de marzo de 2008 | Social Mar del Tuyú | 0:3     | Atlético-Defensores (Ayacucho)                                 | Omar del Palacio, Mar de Ajó |                            |
|                             |                     | Reporte | Gastón Olavarrieta 18' · Esteban Ocaño 30' · Julio Banegas 48' | Árbitro(s): Esteban Nasier   | Árbitro(s): Esteban Nasier |

| Ida; 24 de marzo de 2008 | Independiente (Tandil)  | 1:0     | Atlético-Defensores (Ayacucho) | Municipal Gral. San Martín, Tandil |                          |
|                          | Luciano de la Canal 79' | Reporte |                                | Árbitro(s): Abel Melchor           | Árbitro(s): Abel Melchor |

| Vuelta; 30 de marzo de 2008 | Atlético-Defensores (Ayacucho) | 0:1     | Independiente (Tandil) | Municipal José Barbieri, Ayacucho |  |
|                             |                                | Reporte | Matías Parolari        |                                   |  |

| 1.ª fecha; 25 de enero de 2009 otros resultadosSocial Mar de Ajó 0 Social Santa Teresita 0 | Atlético-Defensores (Ayacucho) | 0:0     | Sarmiento (Ayacucho) | Municipal José Barbieri, Ayacucho |  |
|                                                                                            |                                | Reporte |                      |                                   |  |

| 2.ª Fecha; 1 de febrero de 2009 | Social Santa Teresita (Sta. Teresita) | 0:0     | Sarmiento (Ayacucho) | Presidente Raúl R. Pérez, Santa Teresita |                                 |
|                                 |                                       | Reporte |                      | Árbitro(s): Martin Salvatijuera          | Árbitro(s): Martin Salvatijuera |

| 2.ª Fecha; 1 de febrero de 2009 | Atlético-Defensores (Ayacucho)                                                     | 6:1     | Social Mar de Ajó (Mar de Ajó) | Municipal José Barbieri, Ayacucho |                          |
|                                 | Juan Pablo Etcheverry 5' 51' 71' · Gastón Olavarrieta 78' 79' · Joaquín Recalt 88' | Reporte | Patricio Bedrossian 59'        | Árbitro(s): Abel Melchor          | Árbitro(s): Abel Melchor |

| 3.ª Fecha; 8 de febrero de 2009 | Social Santa Teresita (Sta. Teresita) | 2:0     | Atlético-Defensores (Ayacucho) | Presidente Raúl R. Pérez, Santa Teresita |                              |
|                                 | Walter Blanco · Sergio Romero         | Reporte |                                | Árbitro(s): Mariano Valverdi             | Árbitro(s): Mariano Valverdi |

| 3.ª Fecha; 8 de febrero de 2009 | Sarmiento (Ayacucho)                            | 5:1     | Social Mar de Ajó (Mar de Ajó) | Municipal José Barbieri, Ayacucho |  |
|                                 | Anotado · Anotado · Anotado · Anotado · Anotado | Reporte | Anotado                        |                                   |  |

| 4.ª Fecha; 15 de febrero de 2009 otros resultadosSocial Santa Teresita 3 Social Mar de Ajó 0 | Sarmiento (Ayacucho)                  | 4:2     | Atlético-Defensores (Ayacucho) | Municipal José Barbieri, Ayacucho |  |
|                                                                                              | Anotado · Anotado · Anotado · Anotado | Reporte | Anotado · Anotado              |                                   |  |

| 5.ª Fecha; 22 de febrero de 2009 | Sarmiento (Ayacucho)                   | 2:2     | Social Santa Teresita (Sta. Teresita) | Municipal José Barbieri, Ayacucho |                             |
|                                  | Fabián Insaurralde · Sebastian Belsito | Reporte | Adrián Corbalan                       | Árbitro(s): Víctor González       | Árbitro(s): Víctor González |

| 5.ª Fecha; 22 de febrero de 2009 | Social Mar de Ajó (Mar de Ajó) | 0:4 | Atlético-Defensores (Ayacucho)        | Omar del Palacio, Mar de Ajó |  |
|                                  |                                |     | Anotado · Anotado · Anotado · Anotado |                              |  |

| 6.ª fecha; 1 de marzo de 2009 | Social Mar de Ajó (Mar de Ajó)      | 2:1 | Sarmiento (Ayacucho) | Omar del Palacio, Mar de Ajó |  |
|                               | Pablo Paternoster · Ariel Rodríguez |     | Anotado              |                              |  |

| 6.ª fecha; 1 de marzo de 2009 | Atlético-Defensores (Ayacucho) | 1:0     | Social Santa Teresita (Sta. Teresita) | Municipal José Barbieri, Ayacucho |                          |
|                               | Martín Moro                    | Reporte |                                       | Árbitro(s): Abel Melchor          | Árbitro(s): Abel Melchor |

| Pos. | Clubes                                | Pts. | PJ | PG | PE | PP | GF | GC | Dif. |
| ---- | ------------------------------------- | ---- | -- | -- | -- | -- | -- | -- | ---- |
| 1.   | Atlético-Defensores (Ayacucho)        | 10   | 6  | 3  | 1  | 2  | 13 | 7  | 6    |
| 2.   | Social Santa Teresita (Sta. Teresita) | 9    | 6  | 2  | 3  | 1  | 7  | 3  | 4    |
| 3.   | Sarmiento (Ayacucho)                  | 9    | 6  | 2  | 3  | 1  | 12 | 7  | 5    |
| 4.   | Social Mar de Ajó (Mar de Ajó)        | 4    | 6  | 1  | 1  | 4  | 4  | 19 | -15  |

|  | Clasificados a Treintaidosavos de Final del torneo. |

| Ida; 15 de marzo de 2009 | Sport Club (Magdalena)        | 2:0     | Atlético-Defensores (Ayacucho) | Sport Club, Magdalena |  |
|                          | Emanuel Sarati · Carlos Gómez | Reporte |                                |                       |  |

| Vuelta; 22 de marzo de 2009 | Atlético-Defensores (Ayacucho) | 0:4     | Sport Club (Magdalena)                                       | Municipal José Barbieri, Ayacucho |  |
|                             |                                | Reporte | Lucas Ruiz · Nani López · Ramiro Tempesta · Leandro Castelli |                                   |  |

| 1.ª fecha; 17 de enero de 2010 otros resultadosSocial Mar del Tuyú 1 Dep. Pinamar (Pinamar) 1 | Atlético-Defensores (Ayacucho) | 2:1     | Sarmiento (Ayacucho) | Municipal José Barbieri, Ayacucho |                             |
|                                                                                               | Juan Pablo Etcheverry          | Reporte | Federico Cadona      | Árbitro(s): Lucas Gualdieri       | Árbitro(s): Lucas Gualdieri |

| 2.ª Fecha; 24 de enero de 2010 | Deportivo Pinamar (Pinamar) | 0:4     | Atlético-Defensores (Ayacucho)                         | Francisco Alcuaz, General Madariaga |                            |
|                                |                             | Reporte | Pablo Laria · Juan Pablo Etcheverry · Nicolás Barrutia | Árbitro(s): Sergio Quijano          | Árbitro(s): Sergio Quijano |

| 2.ª Fecha; 24 de enero de 2010 | Sarmiento (Ayacucho) | 1:1     | Social Mar del Tuyú    | Municipal José Barbieri, Ayacucho |                          |
|                                | Abel Najurieta 89'   | Reporte | Leonardo Di Flavio 48' | Árbitro(s): Diego Grieco          | Árbitro(s): Diego Grieco |

| 3.ª Fecha; 31 de enero de 2010 | Atlético-Defensores (Ayacucho) | 0:1     | Social Mar del Tuyú   | Municipal José Barbieri, Ayacucho |                            |
|                                |                                | Reporte | Leandro Venturino 12' | Árbitro(s): Marcelo Torres        | Árbitro(s): Marcelo Torres |

| 3.ª Fecha; 31 de enero de 2010 | Deportivo Pinamar (Pinamar) | 1:1     | Sarmiento (Ayacucho) | Francisco Alcuaz, General Madariaga |                                 |
|                                | Nicolás Vergez              | Reporte | Fabián Insaurralde   | Árbitro(s): Miguel Ángel Correa     | Árbitro(s): Miguel Ángel Correa |

| 4.ª Fecha; 7 de febrero de 2010 otros resultadosDep. Pinamar (Pinamar) 1 Social Mar del Tuyú 1 | Sarmiento (Ayacucho) | 1:0     | Atlético-Defensores (Ayacucho) | Municipal José Barbieri, Ayacucho |  |
|                                                                                                | Braulio Lorenzo      | Reporte |                                |                                   |  |

| 5.ª Fecha; 14 de febrero de 2010 | Atlético-Defensores (Ayacucho) | 1:2     | Deportivo Pinamar (Pinamar) | Municipal José Barbieri, Ayacucho |  |
|                                  | Nicolás Barrutia               | Reporte | Hugo Gómez · Juan Santana   |                                   |  |

| 5.ª Fecha; 14 de febrero de 2010 | Social Mar del Tuyú  | 1:3 Video en YouTube. | Sarmiento (Ayacucho)                                             | C.A.D.U, Santa Teresita    |                            |
|                                  | Federico Brescia 20' | Reporte               | Fabián Insaurralde 1' · Adrián Roelofs 40' · Matías González 57' | Árbitro(s): Diego Brindezi | Árbitro(s): Diego Brindezi |

| 6.ª fecha; 21 de febrero de 2010 | Social Mar del Tuyú                                                               | 4:3 Video en YouTube. | Atlético-Defensores (Ayacucho)                                       | C.A.D.U, Santa Teresita    |                            |
|                                  | Emiliano Pérez 21' · Leonardo Di Flavio 54' · Ezequiel Mole 67' · Miguel Arce 77' | Reporte               | Nicolás Barrutia 70' · Alejandro Atela 85' · Fausto Piastrellini 86' | Árbitro(s): Sergio Quijano | Árbitro(s): Sergio Quijano |

| 6.ª fecha; 21 de febrero de 2010 | Sarmiento (Ayacucho)                | 3:2     | Deportivo Pinamar (Pinamar)    | Municipal José Barbieri, Ayacucho |  |
|                                  | Adrián Roelofs · Fabián Insaurralde | Reporte | Nicolás Vergez · Damián Romero |                                   |  |

| Pos. | Clubes                             | Pts. | PJ | PG | PE | PP | GF | GC | Dif. |
| ---- | ---------------------------------- | ---- | -- | -- | -- | -- | -- | -- | ---- |
| 1.   | Sarmiento (Ayacucho)               | 11   | 6  | 3  | 2  | 1  | 10 | 7  | 3    |
| 2.   | Social Mar del Tuyú (Mar del Tuyú) | 9    | 6  | 2  | 3  | 1  | 9  | 9  | 0    |
| 3.   | Atlético-Defensores (Ayacucho)     | 6    | 6  | 2  | 0  | 4  | 10 | 9  | 1    |
| 4.   | Deportivo Pinamar (Pinamar)        | 6    | 6  | 1  | 3  | 2  | 7  | 11 | -4   |

|  | Clasificados a los Treintaidosavos de Final del torneo. |

| Ida; 7 de marzo de 2010 | Ever Ready (Dolores) | 1:1     | Sarmiento (Ayacucho) | Delfor del Valle, Dolores |  |
|                         | Ulises Parodi        | Reporte | Adrián Roelofs       |                           |  |

| Vuelta; 14 de marzo de 2010 | Sarmiento (Ayacucho)                                                                | 2:2 (4:2 p.)               | Ever Ready (Dolores)                                        | Municipal José Barbieri, Ayacucho |                              |
|                             | Fabián Insaurralde 43' 46'                                                          | Reporte                    | Daniel Casco 57' · Ulises Parodi 83'                        | Árbitro(s): Germán Caballero      | Árbitro(s): Germán Caballero |
|                             |                                                                                     | Tiros desde el punto penal |                                                             |                                   |                              |
|                             | Luciano Lorenzo · Adrián Roelofs · Daniel Bustos · Héctor Vidal · Gustavo Arozarena |                            | Ulises Parodi · Aníbal Di Franco · Mirásola · Diego Márquez |                                   |                              |

| Ida; 25 de marzo de 2010 | Everton (La Plata)     | 1:1     | Sarmiento (Ayacucho) | Gobernador Mercante, La Plata  |                                |
|                          | Federico Catriel 90+3' | Reporte | Martín Scerbo 23'    | Árbitro(s): Juan Ignacio Bruno | Árbitro(s): Juan Ignacio Bruno |

| Vuelta; 28 de marzo de 2010 | Sarmiento (Ayacucho)                             | 2:3     | Everton (La Plata)                                 | Municipal José Barbieri, Ayacucho |  |
|                             | Federico Cadona 55' · Leandro Felices 88' (a.g.) | Reporte | Federico Reichenbach 44' 80' · Damián Nicolini 64' |                                   |  |

| 1.ª fecha; 23 de enero de 2011 Libre: Atlético Villa Gesell | Sarmiento (Ayacucho) | 1:0 | Defensores (Ayacucho) | Municipal José Barbieri, Ayacucho |                             |
|                                                             | Ricardo Sendra       |     |                       | Árbitro(s): Lucas Gualdieri       | Árbitro(s): Lucas Gualdieri |

| 2.ª Fecha; 30 de enero de 2011 Libre: Defensores (Ayacucho) | Atlético Villa Gesell | 0:1     | Sarmiento (Ayacucho) | Carlos Idaho Gesell, Villa Gesell |                                  |
|                                                             |                       | Reporte | Ricardo Sendra 75'   | Árbitro(s): Martín Zabaljauregui  | Árbitro(s): Martín Zabaljauregui |

| 3.ª Fecha; 6 de febrero de 2011 Libre: Sarmiento (Ayacucho) | Defensores (Ayacucho)                | 2:0 | Atlético Villa Gesell | Municipal José Barbieri, Ayacucho |                              |
|                                                             | Federico Arca 6' · Julio Cardozo 80' |     |                       | Árbitro(s): Javier Caballero      | Árbitro(s): Javier Caballero |

| 4.ª Fecha; 13 de febrero de 2011 Libre: Atlético Villa Gesell | Defensores (Ayacucho) | 0:1     | Sarmiento (Ayacucho) | Municipal José Barbieri, Ayacucho |                         |
|                                                               |                       | Reporte | Leandro Aparicio 60' | Árbitro(s): Jorge Ocaño           | Árbitro(s): Jorge Ocaño |

| 5.ª Fecha; 20 de febrero de 2011 Libre: Defensores (Ayacucho) | Sarmiento (Ayacucho) | 1:2     | Atlético Villa Gesell                      | Municipal José Barbieri, Ayacucho |                        |
|                                                               | Martín Scerbo 10'    | Reporte | Carlos Carrara 25' · Cristian D'addato 85' | Árbitro(s): Diego Albo            | Árbitro(s): Diego Albo |

| 6.ª fecha; 27 de febrero de 2011 Libre: Sarmiento (Ayacucho) | Atlético Villa Gesell | 2:0     | Defensores (Ayacucho) | Carlos Idaho Gesell, Villa Gesell |                            |
|                                                              | Iván Blanco 83' 87'   | Reporte |                       | Árbitro(s): Diego Tadiello        | Árbitro(s): Diego Tadiello |

| Pos. | Clubes                               | Pts. | PJ | PG | PE | PP | GF | GC | Dif. |
| ---- | ------------------------------------ | ---- | -- | -- | -- | -- | -- | -- | ---- |
| 1.   | Sarmiento (Ayacucho)                 | 9    | 4  | 3  | 0  | 1  | 4  | 2  | 2    |
| 2.   | Atlético Villa Gesell (Villa Gesell) | 6    | 4  | 2  | 0  | 2  | 4  | 4  | 0    |
| 3.   | Defensores (Ayacucho)                | 3    | 4  | 1  | 0  | 3  | 2  | 4  | -2   |

|  | Clasificados a Treintaidosavos de Final del torneo. |

| Ida; 13 de marzo de 2011 | Comercio (Gral. Alvear) | 1:2     | Sarmiento (Ayacucho)                    | C.E.F N° 36, Gral. Alvear |                          |
|                          | Juan Cruz Barrangú 20'  | Reporte | Ricardo Sendra 27' · Abel Najurieta 38' | Árbitro(s): Jorge Suárez  | Árbitro(s): Jorge Suárez |

| Vuelta; 20 de marzo de 2011 | Sarmiento (Ayacucho)                                                                   | 4:1     | Comercio (Gral. Alvear) | Municipal José Barbieri, Ayacucho |                          |
|                             | Carlos Arena 15' · Nicolás Pékar 28' · Juan Pablo Etcheverry 44' · Pablo Fernández 77' | Reporte | Adrián Severino 65'     | Árbitro(s): Abel Melchor          | Árbitro(s): Abel Melchor |

| Ida; 25 de marzo de 2011 | Def. Plaza España (25 de Mayo) | 1:1 | Sarmiento (Ayacucho) | Plaza España, Veinticinco de Mayo |  |
|                          | Nazareno Ríos 80'              |     | Abel Najurieta 21'   |                                   |  |

| Vuelta; 3 de abril de 2011 | Sarmiento (Ayacucho)          | 2:0 | Def. Plaza España (25 de Mayo) | Municipal José Barbieri, Ayacucho |                              |
|                            | Walter Romano · Nicolás Pékar |     |                                | Árbitro(s): Javier Caballero      | Árbitro(s): Javier Caballero |

| Ida; 10 de abril de 2011 | Sarmiento (Ayacucho) | 0:4 Video en YouTube. | El Fortín (Olavarría)                                                                    | Municipal José Barbieri, Ayacucho |                             |
|                          |                      | Reporte               | Gustavo Guevara 21' · Rodrigo Salvareschi 34' · Emiliano Piecenti 51' · Diego Cañete 83' | Árbitro(s): Darío Paciaroni       | Árbitro(s): Darío Paciaroni |

| Vuelta; 17 de abril de 2011 | El Fortín (Olavarría)                                                                       | 6:2 Video en YouTube. | Sarmiento (Ayacucho)                          | Ricardo Sánchez, Olavarría |                          |
|                             | Facundo Escalada 1' 12' · Daniel González 5' 84' · Diego Cañete 25' · Emiliano Piecenti 87' | Reporte               | Nicolás Pékar 27' · Juan Pablo Etcheverry 73' | Árbitro(s): Ramón Bustos   | Árbitro(s): Ramón Bustos |

| 1.ª fecha; 22 de enero de 2012 otros resultadosPopular (Gral. Lavalle) 3 El Porvenir (S. C. del Tuyú) 4 | Atlético Ayacucho      | 1:0     | Defensores (Ayacucho) | Municipal José Barbieri, Ayacucho |                         |
| | Juan Pablo Vicente 54' | Reporte |                       | Árbitro(s): Jorge Ocaño           | Árbitro(s): Jorge Ocaño |

| 2.ª Fecha; 29 de enero de 2012 | El Porvenir (San Clemente) | 1:2 Video en YouTube. | Atlético Ayacucho                         | Presidente Raúl R. Pérez, Santa Teresita |                            |
|                                | Antonio Comas 80'          | Reporte               | Manuel Ceverio 30' · Laureano Pereyra 85' | Árbitro(s): Diego Tadiello               | Árbitro(s): Diego Tadiello |

| 2.ª Fecha; 29 de enero de 2012 | Defensores (Ayacucho)                                | 4:0     | Popular (General Lavalle) | Municipal José Barbieri, Ayacucho |                          |
|                                | Juan Pablo Etcheverry 27' 83' 90' · Walter Gómez 55' | Reporte |                           | Árbitro(s): Abel Melchor          | Árbitro(s): Abel Melchor |

| 3.ª Fecha; 5 de febrero de 2012 | El Porvenir (San Clemente) | 1:1 Video en YouTube. | Defensores (Ayacucho)     | Presidente Raúl R. Pérez, Santa Teresita |                             |
|                                 | Maximiliano Comparín 77'   | Reporte               | Juan Pablo Etcheverry 22' | Árbitro(s): Ezequiel Aranda              | Árbitro(s): Ezequiel Aranda |

| 3.ª Fecha; 5 de febrero de 2012 | Atlético Ayacucho                                                    | 4:1     | Popular (General Lavalle) | Municipal José Barbieri, Ayacucho |                           |
|                                 | Manuel Ceverio 26' · Julián Aguirre 37' 61' · Gastón Olavarrieta 82' | Reporte | Emanuel Pereyra           | Árbitro(s): Lucas Novelli         | Árbitro(s): Lucas Novelli |

| 4.ª Fecha; 14 de febrero de 2012 otros resultadosEl Porvenir (S. C. del Tuyú) 4 Popular (Gral. Lavalle) 2 | Defensores (Ayacucho)     | 1:1     | Atlético Ayacucho      | Municipal José Barbieri, Ayacucho |                             |
| | Juan Pablo Etcheverry 36' | Reporte | Mariano Montalivet 55' | Árbitro(s): Lucas Gualdieri       | Árbitro(s): Lucas Gualdieri |

| 5.ª Fecha; 19 de febrero de 2012 | Atlético Ayacucho                                                         | 5:2 Video en YouTube. | El Porvenir (San Clemente) | Municipal José Barbieri, Ayacucho |                              |
|                                  | Julián Aguirre 5' 25' 44' · Laureano Pereyra 10' · Juan Pablo Vicente 48' | Reporte               | Antonio Comas 15' 34'      | Árbitro(s): Javier Cavallero      | Árbitro(s): Javier Cavallero |

| 5.ª Fecha; 19 de febrero de 2012 | Popular (General Lavalle)        | 2:6     | Defensores (Ayacucho)                                                 | Popular, General Lavalle   |                            |
|                                  | Raúl Montenegro · Diego Banquero | Reporte | Nicolás Barrutia · Walter Gómez · Juan Pablo Etcheverry · Adrián Sosa | Árbitro(s): Diego Tadiello | Árbitro(s): Diego Tadiello |

| 6.ª fecha; 26 de febrero de 2012 | Defensores (Ayacucho) | 1:0 Video en YouTube. | El Porvenir (San Clemente) | Municipal José Barbieri, Ayacucho |                            |
|                                  | Nicolás Barrutia 69'  | Reporte               |                            | Árbitro(s): Marcelo Torres        | Árbitro(s): Marcelo Torres |

| 6.ª fecha; 27 de febrero de 2012 | Popular (General Lavalle)     | 4:4     | Atlético Ayacucho                                    | Popular, General Lavalle         |                                  |
|                                  | Diego Banquero · Hugo Musante | Reporte | Eric Rodríguez · Santiago Cabrera · Nicolás Baraiolo | Árbitro(s): Sergio Gabriel Funes | Árbitro(s): Sergio Gabriel Funes |

| Pos. | Clubes                              | Pts. | PJ | PG | PE | PP | GF | GC | Dif. |
| ---- | ----------------------------------- | ---- | -- | -- | -- | -- | -- | -- | ---- |
| 1.   | Atlético Ayacucho (Ayacucho)        | 14   | 6  | 4  | 2  | 0  | 17 | 9  | 8    |
| 2.   | Defensores (Ayacucho)               | 11   | 6  | 3  | 2  | 1  | 13 | 5  | 8    |
| 3.   | El Porvenir (San Clemente del Tuyú) | 7    | 6  | 2  | 1  | 3  | 12 | 14 | -2   |
| 4.   | Popular (General Lavalle)           | 1    | 6  | 0  | 1  | 5  | 12 | 26 | -14  |

|  | Clasificados a Treintaidosavos de Final del torneo. |

| Ida; 11 de marzo de 2012 | A. J. Barrio Traut (Las Flores) | 0:3     | Atlético Ayacucho                                              | Viaducto Ferroviario, Las Flores |                          |
|                          |                                 | Reporte | Gastón Olavarrieta 36' · Javier Vesce 51' · Fernando Viere 81' | Árbitro(s): Ramón Bustos         | Árbitro(s): Ramón Bustos |

| Ida; 11 de marzo de 2012 | Defensores (Ayacucho) | 0:0     | Rivadavia (Necochea) | Municipal José Barbieri, Ayacucho |                          |
|                          |                       | Reporte |                      | Árbitro(s): Abel Melchor          | Árbitro(s): Abel Melchor |

| Vuelta; 16 de marzo de 2012 | Rivadavia (Necochea)                                    | 3:1     | Defensores (Ayacucho) | Panamericano, Necochea    |                           |
|                             | Mariano Cañete 4' · Pablo Sosa 18' · Carlos Parisey 50' | Reporte | Víctor Gorrassi 12'   | Árbitro(s): Alcides Silva | Árbitro(s): Alcides Silva |

| Vuelta; 19 de marzo de 2012                                                                      | Atlético Ayacucho                           | 2:1 | A. J. Barrio Traut (Las Flores)                                    | Municipal José Barbieri, Ayacucho |                        |
|                                                                                                  | Juan Pablo Vicente 44' · Julián Aguirre 61' |     | Néstor Luján 41' · Amendolare · López · Carricart · Díaz · Cabrera | Árbitro(s): Diego Albo            | Árbitro(s): Diego Albo |
| * El partido finalizó a los 37 minutos del ST cuando a Barrio Traut le expulsaron al 5° jugador. |                                             |     |                                                                    |                                   |                        |

| Ida; 25 de marzo de 2012 | Rivadavia (Necochea)                   | 2:1     | Atlético Ayacucho  | Panamericano, Necochea    |                           |
|                          | Carlos Parisey 14' · Manuel Racich 79' | Reporte | Julián Aguirre 75' | Árbitro(s): Roque Narváez | Árbitro(s): Roque Narváez |

| Vuelta; 1 de abril de 2012 | Atlético Ayacucho                                                                                            | 2:1 (4:5 p.)               | Rivadavia (Necochea)                                                                            | Municipal José Barbieri, Ayacucho |                          |
|                            | Laureano Pereyra 42' · Juan Ignacio Pereyra 90+2'                                                            | Reporte                    | Carlos Parisey 24'                                                                              | Árbitro(s): Abel Melchor          | Árbitro(s): Abel Melchor |
|                            | | Tiros desde el punto penal |                                                                                                 |                                   |                          |
|                            | Laureano Pereyra · Juan I. Pereyra · Erick Rodríguez · Iñaki Oillataguerre · Hugo Quintas · Santiago Traiani |                            | Diego Elía · Leonardo Corvalán · Matías Mansilla · Walter Alberti · Pablo Sosa · Ignacio Torres |                                   |                          |

| 1.ª fecha; 27 de enero de 2013 Libre:América (General Pirán) | Defensores (Ayacucho) | 0:0     | Sarmiento (Ayacucho) | Municipal José Barbieri, Ayacucho |                             |
|                                                              |                       | Reporte |                      | Árbitro(s): Lucas Gualdieri       | Árbitro(s): Lucas Gualdieri |

| 2.ª Fecha; 3 de febrero de 2013 Libre:Sarmiento (Ayacucho) | América (General Pirán) | 1:1     | Defensores (Ayacucho) | Néstor Kirchner, Coronel Vidal      |                                     |
|                                                            | Oscar Jaime             | Reporte | Víctor Gorrassi       | Árbitro(s): Darío Maximiliano Rojas | Árbitro(s): Darío Maximiliano Rojas |

| 3.ª Fecha; 10 de febrero de 2013 Libre:Defensores (Ayacucho) | Sarmiento (Ayacucho)                    | 2:2     | América (General Pirán)                 | Municipal José Barbieri, Ayacucho |                            |
|                                                              | Abel Najurieta 33' · Adrián Roelofs 60' | Reporte | Cristian Quiroga 14' · Adrián Jones 17' | Árbitro(s): Javier Larripa        | Árbitro(s): Javier Larripa |

| 4.ª Fecha; 17 de febrero de 2013 Libre:América (General Pirán) | Sarmiento (Ayacucho) | 1:0     | Defensores (Ayacucho) | Municipal José Barbieri, Ayacucho |                             |
|                                                                | Adrián Roelofs 90'   | Reporte |                       | Árbitro(s): Daniel Figueroa       | Árbitro(s): Daniel Figueroa |

| 5.ª Fecha; 24 de febrero de 2013 Libre:Sarmiento (Ayacucho) | Defensores (Ayacucho)           | 2:1     | América (General Pirán) | Municipal José Barbieri, Ayacucho |                              |
|                                                             | Esteban Ocaño · Leandro Córdoba | Reporte | Oscar Jaime             | Árbitro(s): Javier Caballero      | Árbitro(s): Javier Caballero |

| 6.ª fecha; 3 de marzo de 2013 Libre:Defensores (Ayacucho) | América (General Pirán) | 0:1     | Sarmiento (Ayacucho) | Néstor Kirchner, Coronel Vidal |                           |
|                                                           |                         | Reporte | Abel Najurieta 17'   | Árbitro(s): Roque Narváez      | Árbitro(s): Roque Narváez |

| Pos. | Clubes                  | Pts. | PJ | PG | PE | PP | GF | GC | Dif. |
| ---- | ----------------------- | ---- | -- | -- | -- | -- | -- | -- | ---- |
| 1.   | Sarmiento (Ayacucho)    | 8    | 4  | 2  | 2  | 0  | 4  | 2  | 2    |
| 2.   | Defensores (Ayacucho)   | 5    | 4  | 1  | 2  | 1  | 3  | 3  | 0    |
| 3.   | América (General Pirán) | 2    | 4  | 0  | 2  | 2  | 4  | 6  | -2   |

|  | Clasificados a dieciseisavos de final del torneo. |

| Ida; 17 de marzo de 2013 | Ever Ready (Dolores) | 1:1     | Sarmiento (Ayacucho) | Delfor del Valle, Dolores |                           |
|                          | Raúl Gestido 74'     | Reporte | Abel Najurieta 10'   | Árbitro(s): Pedro Quijano | Árbitro(s): Pedro Quijano |

| Ida; 19 de marzo de 2013 | Defensores (Ayacucho) | 0:3     | El León (Madariaga)                        | Municipal José Barbieri, Ayacucho |                            |
|                          |                       | Reporte | Damián Romero 45' 47' · Nicolás Vergez 75' | Árbitro(s): Javier Larripa        | Árbitro(s): Javier Larripa |

| Vuelta; 23 de marzo de 2013 | El León (Madariaga) | 1:1     | Defensores (Ayacucho) | Francisco Alcuaz, General Madariaga |                           |
|                             | Juan Harisgarat 52' | Reporte | Leandro Córdoba 26'   | Árbitro(s): Roque Narváez           | Árbitro(s): Roque Narváez |

| Vuelta; 24 de marzo de 2013 | Sarmiento (Ayacucho) | 1:0     | Ever Ready (Dolores) | Municipal José Barbieri, Ayacucho |                             |
|                             | Nicolás Toledo 67'   | Reporte |                      | Árbitro(s): Víctor González       | Árbitro(s): Víctor González |

| Ida; 31 de marzo de 2013 | Sarmiento (Ayacucho) | 0:1     | El León (Madariaga) | Municipal José Barbieri, Ayacucho |                            |
|                          |                      | Reporte | Martín Cabrera 8'   | Árbitro(s): Diego Tadiello        | Árbitro(s): Diego Tadiello |

| Vuelta; 7 de abril de 2013 | El León (Madariaga) | 0:2     | Sarmiento (Ayacucho)                      | Francisco Alcuaz, General Madariaga |                           |
|                            |                     | Reporte | Abel Najurieta 42' · Leonardo Serfaty 90' | Árbitro(s): Roque Narváez           | Árbitro(s): Roque Narváez |

| Ida; 7 de abril de 2013 | Sarmiento (Ayacucho) | 1:0     | Nueva Alianza (La Plata) | Municipal José Barbieri, Ayacucho |                            |
|                         | Nahuel Barragan 32'  | Reporte |                          | Árbitro(s): Javier Larripa        | Árbitro(s): Javier Larripa |

| Vuelta; 21 de abril de 2013 | Nueva Alianza (La Plata)                                                                        | 1:0 (3:4 p.)               | Sarmiento (Ayacucho)                                                                      | Nueva Alianza, La Plata     |                             |
|                             | Mauro Massolo 82'                                                                               | Reporte                    |                                                                                           | Árbitro(s): Diego Bobadilla | Árbitro(s): Diego Bobadilla |
|                             |                                                                                                 | Tiros desde el punto penal |                                                                                           |                             |                             |
|                             | Federico Quiroga · José Luis Serrano · Agustín Carmazzi · Cristian Pedrozza · Juan I. Georgetti |                            | Abel Najurieta · Nicolás De la Vega · Adrián Roelofs · Leonardo Serfaty · Luciano Lorenzo |                             |                             |

| Ida; 28 de abril de 2013 | Everton (La Plata)  | 1:1     | Sarmiento (Ayacucho) | Oscar Funes, La Plata     |                           |
|                          | Matias Chappeta 89' | Reporte | Abel Najurieta 64'   | Árbitro(s): Claudio Notta | Árbitro(s): Claudio Notta |

| Vuelta; 5 de mayo de 2013 | Sarmiento (Ayacucho) | 1:2     | Everton (La Plata)                            | Municipal José Barbieri, Ayacucho |                           |
|                           | Adrián Roelofs 80'   | Reporte | Rodolfo Llanos 27' · Federico Reichenbach 36' | Árbitro(s): Roque Narváez         | Árbitro(s): Roque Narváez |

| 1.ª fecha; 26 de enero de 2014, 18:00 Libre: San Lorenzo (Rauch) | Atlético Ayacucho        | 1:3     | Defensores (Ayacucho)                                              | Municipal José Barbieri, Ayacucho |                             |
|                                                                  | Gastón Olavarrieta 45+1' | Reporte | Walter Gómez 2' · Juan Pablo Etcheverry 72' · Diego Manzanares 79' | Árbitro(s): Daniel Figueroa       | Árbitro(s): Daniel Figueroa |

| 2.ª Fecha; 1 de febrero de 2014, 20:00 Libre: Atlético Ayacucho | Defensores (Ayacucho) | 1:3     | San Lorenzo (Rauch)                                          | Municipal José Barbieri, Ayacucho    |                                      |
|                                                                 | Walter Gómez 53'      | Reporte | Pablo Atucha 16' · Juan Maldonado 50' · Rodrigo Zárate 90+3' | Árbitro(s): Claudio Agustín Cabrelli | Árbitro(s): Claudio Agustín Cabrelli |

| 3.ª Fecha; 9 de febrero de 2014, 17:00 Libre: Defensores (Ayacucho) | San Lorenzo (Rauch)       | 1:0     | Atlético Ayacucho | Municipal, Rauch               |                                |
|                                                                     | Juan Miguel Maldonado 26' | Reporte |                   | Árbitro(s): Marcos Altamiranda | Árbitro(s): Marcos Altamiranda |

| 4.ª Fecha; 14 de febrero de 2014, 20:00 Libre: San Lorenzo (Rauch) | Defensores (Ayacucho) | 0:1     | Atlético Ayacucho  | Municipal José Barbieri, Ayacucho |                         |
|                                                                    |                       | Reporte | Julián Aguirre 79' | Árbitro(s): Jorge Ocaño           | Árbitro(s): Jorge Ocaño |

| 5.ª Fecha; 23 de febrero de 2014 Libre: Atlético Ayacucho | San Lorenzo (Rauch)          | 2:2     | Defensores (Ayacucho)                     | Municipal, Rauch               |                                |
|                                                           | Juan Miguel Maldonado 3' 12' | Reporte | Nicolás Barrutia 33' · Martín Cabrera 47' | Árbitro(s): Marcos Altamiranda | Árbitro(s): Marcos Altamiranda |

| 6.ª fecha; 1 de marzo de 2014 Libre: Defensores (Ayacucho) | Atlético Ayacucho                                           | 3:2     | San Lorenzo (Rauch)  | Municipal José Barbieri, Ayacucho |                              |
|                                                            | Jorge Maciel 28' · Emanuel Morondo 64' · Franco Trama 90+1' | Reporte | Rodrigo Palma 8' 89' | Árbitro(s): Claudio Cabrelli      | Árbitro(s): Claudio Cabrelli |

| Pos. | Clubes                       | Pts. | PJ | PG | PE | PP | GF | GC | Dif. |
| ---- | ---------------------------- | ---- | -- | -- | -- | -- | -- | -- | ---- |
| 1.   | San Lorenzo (Rauch)          | 7    | 4  | 2  | 1  | 1  | 8  | 6  | 2    |
| 2.   | Atlético Ayacucho (Ayacucho) | 6    | 4  | 2  | 0  | 2  | 5  | 6  | -1   |
| 3.   | Defensores (Ayacucho)        | 4    | 4  | 1  | 1  | 2  | 6  | 7  | -1   |

|  | Clasificados a los Cuartos de Final del torneo. |

| Ida; 16 de marzo de 2014 | El León (Madariaga)                      | 3:3     | Atlético Ayacucho                 | Francisco Alcuaz, General Madariaga |                            |
|                          | Maximiliano Saranite · Lázaro Dragojevic | Reporte | Gastón Olavarrieta · Thiago Sutil | Árbitro(s): Diego Tadiello          | Árbitro(s): Diego Tadiello |

| Vuelta; 24 de marzo de 2014 | Atlético Ayacucho | 0:1     | El León (Madariaga) | Municipal José Barbieri, Ayacucho |                                  |
|                             |                   | Reporte | Germán Obait 47'    | Árbitro(s): Víctor Hugo González  | Árbitro(s): Víctor Hugo González |

|  | Cuartos de final             | Cuartos de final             | Cuartos de final          |       |                      | Semifinales | Semifinales | Semifinales |  |  | Final               | Final | Final |
|  |                              |                              |                           |       |                      |             |             |             |  |  |                     |       |       |
|  |                              |                              |                           |       |                      |             |             |             |  |  |                     |       |       |
|  | Defensores (Miramar)         | 0                            | 0                         |       |                      |             |             |             |  |  |                     |       |       |
|  | Rivadavia (Necochea)         | 0                            | 2                         |       |                      |             |             |             |  |  |                     |       |       |
|  | Rivadavia (Necochea)         | 0                            | 2                         |       | Rivadavia (Necochea) | 0           | 0           |             |  |  |                     |       |       |
|  |                              |                              |                           |       | Rivadavia (Necochea) | 0           | 0           |             |  |  |                     |       |       |
|  |                              | El León (Madariaga)          | 1                         | 0     |                      |             |             |             |  |  |                     |       |       |
|  | Atlético Ayacucho            | El León (Madariaga)          | 1                         | 0     | 3                    | 0           |             |             |  |  |                     |       |       |
|  | Atlético Ayacucho            |                              |                           |       | 3                    | 0           |             |             |  |  |                     |       |       |
|  | El León (Madariaga)          | 3                            | 1                         |       |                      |             |             |             |  |  |                     |       |       |
|  |                              |                              |                           |       |                      |             |             |             |  |  | El León (Madariaga) | 0     | 1     |
|  |                              |                              | Defensores (V. del Mar) * | 2     | 2                    |             |             |             |  |  |                     |       |       |
|  | Unión (Maipú)                | 1                            | 0                         |       |                      |             |             |             |  |  |                     |       |       |
|  | Defensores (Valeria del Mar) | 1                            | 2                         |       |                      |             |             |             |  |  |                     |       |       |
|  | Defensores (Valeria del Mar) | 1                            | 2                         |       | Parque (Labardén)    | 1           | 2 (3)       |             |  |  |                     |       |       |
|  |                              |                              |                           |       | Parque (Labardén)    | 1           | 2 (3)       |             |  |  |                     |       |       |
|  |                              | Defensores (Valeria del Mar) | 2                         | 1 (4) |                      |             |             |             |  |  |                     |       |       |
|  | Independiente (Dolores)      | Defensores (Valeria del Mar) | 2                         | 1 (4) | 0                    | 1           |             |             |  |  |                     |       |       |
|  | Independiente (Dolores)      |                              |                           |       | 0                    | 1           |             |             |  |  |                     |       |       |
|  | Parque (Labardén)            | 0                            | 2                         |       |                      |             |             |             |  |  |                     |       |       |

| 1.ª fecha; 25 de enero de 2015, 19:00 otros resultadosParque (Labardén) 2 Independiente (Dolores) 1 | Atlético Ayacucho | 0:1 Video en YouTube. | Independiente (Tandil) | Municipal José Barbieri, Ayacucho |                              |
| |                   | Reporte               | Agustín Olaechea 51'   | Árbitro(s): Claudio Cabrelli      | Árbitro(s): Claudio Cabrelli |

| 2.ª Fecha; 1 de febrero de 2015, 18:00 otros resultadosIndependiente (Tandil) 7 Parque (Labardén) 3 | Independiente (Dolores) | 0:2     | Atlético Ayacucho                            | Delfor del Valle, Dolores  |                            |
| |                         | Reporte | Julián Aguirre 35' · Mariano Larragneguy 88' | Árbitro(s): Diego Brindesi | Árbitro(s): Diego Brindesi |

| 3.ª Fecha; 8 de febrero de 2015, 17:45 otros resultadosIndependiente (Dolores) 0 Independiente (Tandil) 3 | Atlético Ayacucho      | 1:1     | Parque de Deportes (Labardén) | Municipal José Barbieri, Ayacucho |                                  |
| | Gastón Olavarrieta 11' | Reporte | Zacarías Blanco 39'           | Árbitro(s): Martín Zabaljauregui  | Árbitro(s): Martín Zabaljauregui |

| 4.ª Fecha; 14 de febrero de 2015, 17:30 otros resultadosIndependiente (Dolores) 1 Parque (Labardén) 3 | Independiente (Tandil) | 1:1 Video en YouTube. | Atlético Ayacucho      | Agustín Berroeta, Tandil     |                              |
| | Federico Ávila 25'     | Reporte               | Gastón Olavarrieta 47' | Árbitro(s): Guillermo Farina | Árbitro(s): Guillermo Farina |

| 5.ª Fecha; 22 de febrero de 2015, 18:00 otros resultadosParque (Labardén) 0 Independiente (Tandil) 3 | Atlético Ayacucho                                     | 3:1     | Independiente Dolores | Municipal José Barbieri, Ayacucho |                           |
| | Mariano Larragneguy 2' · Gastón Olavarrieta 24' 90+1' | Reporte | Franco Gelmini 82'    | Árbitro(s): Alcides Silva         | Árbitro(s): Alcides Silva |

| 6.ª fecha; 1 de marzo de 2015, 17:00 otros resultadosIndependiente (Tandil) 5 Independiente (Dolores) 1 | Parque de Deportes (Labardén)                                         | 4:3     | Atlético Ayacucho                                 | José Camino, Maipú               |                                  |
| | Patricio Castro 1' · Fabián Insaurralde 57' 63' · Juan Armenteros 84' | Reporte | Gastón Olavarrieta 24' 88' · Nicolás Barrutia 90' | Árbitro(s): Martín Zabaljauregui | Árbitro(s): Martín Zabaljauregui |

| Pos. | Equipos                       | Pts. | PJ | PG | PE | PP | GF | GC | Dif. |
| ---- | ----------------------------- | ---- | -- | -- | -- | -- | -- | -- | ---- |
| 1.   | Independiente (Tandil)        | 16   | 6  | 5  | 1  | 0  | 20 | 5  | 15   |
| 2.   | Parque de Deportes (Labardén) | 10   | 6  | 3  | 1  | 2  | 13 | 16 | -3   |
| 3.   | Atlético Ayacucho             | 8    | 6  | 2  | 2  | 2  | 10 | 8  | 2    |
| 4.   | Independiente (Dolores)       | 0    | 6  | 0  | 0  | 6  | 4  | 18 | -14  |

|  | Clasificados a los Octavos de Final del torneo. |

### Participación de clubes ayacuchenses en laCopa Argentina
| Club      | Nro. | Temporada        | Mejor actuación                   |
| --------- | ---- | ---------------- | --------------------------------- |
| Sarmiento | 2    | 2013-14, 2014-15 | Preliminar Regional (Cuarta Fase) |

| Primera Fase; 30 de octubre de 2013 | Sarmiento (Ayacucho)                                         | 3:0     | América (Pirán) | Municipal José Barbieri, Ayacucho |                              |
|                                     | Fabián Insaurralde 4' · Fatai Olushola 38' · Iván Blanco 78' | Reporte |                 | Árbitro(s): Sebastián Málaga      | Árbitro(s): Sebastián Málaga |

| Segunda Fase; 12 de noviembre de 2013 | Kimberley (Mar del Plata)                                                       | 2:2 Video en YouTube. (2:3 p.) | Sarmiento (Ayacucho)                                                                     | José María Minella, Mar del Plata |                            |
|                                       | Julian Cardellino 55' · Fernando Viere 77' (a.g.)                               | Reporte                        | Pablo Sosa 24' · Ricardo Sendra 90+5'                                                    | Árbitro(s): Marcelo Cendra        | Árbitro(s): Marcelo Cendra |
|                                       |                                                                                 | Tiros desde el punto penal     |                                                                                          |                                   |                            |
|                                       | Leandro Parra · Alberto Flores · Damián Zamorano · Diego Hidalgo · Pablo Morata |                                | Fabián Insaurralde · Leonardo Serén · Sebastián Baquero · Iván Blanco · Matías Caballero |                                   |                            |

| Tercera Fase; 27 de noviembre de 2013 | Sarmiento (Ayacucho)                                                   | 3:1 Video en YouTube. | Sports (Salto)    | Municipal José Barbieri, Ayacucho |                          |
|                                       | Sebastián Baquero 6' · Germán Zalvania 14' (a.g.) · Ricardo Sendra 86' | Reporte               | Israel Chávez 56' | Árbitro(s): Darío Eberle          | Árbitro(s): Darío Eberle |

| Cuarta Fase; 10 de diciembre de 2013 | Sarmiento (Ayacucho) | 1:1 Video en YouTube. (2:3 p.) | Ferro Carril Oeste (General Pico)                                                                  | Municipal José Barbieri, Ayacucho |                            |
|                                      | Adrián Roelofs 30' | Reporte                        | Alexis Ramos 21'                                                                                   | Árbitro(s): Diego Tadiello        | Árbitro(s): Diego Tadiello |
|                                      | | Tiros desde el punto penal     | |                                   |                            |
|                                      | Fatai Olushola · Maximiliano Ciarnello · Sebastián Baquero · Nicolás de la Vega · Ignacio Concha Cortez · Ricardo Sendra |                                | Marcos Quiroz · Juan Mauri · Alexis Ramos · Ignacio Barzola · Federico Vasilchik · Emanuel Hermida |                                   |                            |

| Segunda Fase; 29 de octubre de 2014, 16:00 | Sarmiento (Ayacucho)                                                                                    | 0:0 (5:4 p.)               | Defensores (Valeria del Mar)                                                                | Municipal José Barbieri, Ayacucho |                          |
|                                            | | Reporte                    |                                                                                             | Árbitro(s): Marcelo Sanz          | Árbitro(s): Marcelo Sanz |
|                                            | | Tiros desde el punto penal |                                                                                             |                                   |                          |
|                                            | Matías Faguaga · Martin Gallego · Julián Pringles · Eric Dierk · Nicolás De la Vega · Germán Gianaccini |                            | Ariel Possat · Pablo Mansilla · Federico Jofré · Iván Blanco · Darío Giménez · Yanick Minca |                                   |                          |

| Tercera Fase; 12 de noviembre de 2014, 16:00 | América (Pirán)                                                                                          | 0:0 (6:5 p.)               | Sarmiento (Ayacucho)                                                                                         | Néstor Kirchner, Coronel Vidal |                             |
|                                              | | Reporte                    | | Árbitro(s): Víctor González    | Árbitro(s): Víctor González |
|                                              | | Tiros desde el punto penal | |                                |                             |
|                                              | Gabriel Christovao · Leonardo Tambussi · Esteban Rivas · Júnior Ischia · Ignacio Chiapa · Juan Calabrese |                            | Matías Faguaga · Martin Gallego · Mariano Disipio · Maximiliano Ciarnello · Joaquín Didio · Bernardo Lasarte |                                |                             |